# Boicuș
Boicușul (Remiz pendulinus), numit și pițigoi pungar, este o pasăre mică din familia remizidelor (Remizidae), care cuibărește în centrul și sudul Europei și în vestul Asiei până în Kazahstan. În partea sudică a arealului de răspândire este o pasăre sedentară, iar în nordul arealului este o specie migratoare care iernează în Europa în sudul continentului și țările mediteraneene. În România se întâlnește tot timpul anului; iarna populațiile din nordul țării migrează în mare parte spre sudul țării sau chiar peste Dunăre; în Dobrogea este adesea o specie sedentară întâlnindu-se frecvent în sezonul rece. În Republica Moldova este o specie migratoare, fiind oaspete de vară, cuibăritoare, o parte din păsări iernează. Boicușul trăiește în stufărișuri cu sălcii și plopi de pe malurile lacurilor și râurilor, inclusiv în crescătoriile piscicole și în mlaștini. În România este frecvent mai ales în Delta Dunării, mai rar în luncile râurilor. În Republica Moldova se întâlnește sporadic în sălcișurile și plopișurile din bălțile râurilor, mai rar în sectoarele mai puțin umede. Populația din România este estimată a fi cuprinsă între 16.300 și 29.600 de perechi cuibăritoare, iar cea din Republica Moldova la 200-600 de perechi.  Este o pasăre mică, are o lungime de 10-11 cm și o greutate de 8-12,5 g. Longevitatea maximă înregistrată este de 7 ani. Femela este asemănătoare cu masculul. Creștetul și ceafa cenușiu-deschise. O dungă (mască) neagră vizibilă trece de pe frunte peste ochi până în zona auriculară. Spatele este brun-roșcat. Tectricele supracaudale brun-cenușii cu margini gălbui. Coada negricioasă, rectricele brun-cenușii tivite pe margini cu brun-gălbui. Tectricele supraalare brun-roșcate, remigele aripilor brun-cenușii tivite pe margini cu brun-gălbui. Bărbia și partea inferioară a gâtului albicioase. Pieptul brun-roșcat. Abdomenul brun-gălbui sau alb-gălbui, cu o nuanță roșcată pe flancuri.  Boicușul se hrănește cu ouă, larve și adulți de insecte mici, dar și cu păianjeni; toamna și iarna consumă și diferite semințe mici de salcie și papură. Boicușul poate fi monogam, dar adesea poligam sau poliandric și legătura dintre cei doi parteneri este adesea ruptă de către femelă după începerea incubației. În timpul unui sezon de reproducere, atât masculul, cât și femela pot avea până la 6 parteneri. Are cel mai frumos cuib dintre toate speciile de păsări europene. Cuibul este construit cu multă măiestrie, de forma unui cimpoi, cu un culoar de intrare în partea superioară; el este suspendat de ramurile unei sălcii sau ale unui plop, atârnând deasupra apei la circa 1-2 m distanță. Cuibul și-l instalează uneori și la înălțimi ce depășesc 10 m. Masculul începe construirea cuibului, realizându-l, uneori, până la gura acestuia unde va fi făcut un tunel de intrare, după apariția femelei, când ambii parteneri continuă clădirea cuibului. Adesea, tunelul de intrare este realizat numai de femelă. Cuibul este făcut din puf vegetal de salcie, plop, papură, coajă de salcie, amestecat cu pânză de păianjen și câteva pene. Construirea cuibului durează 14-15 zile. Masculul cântă lângă cuibul început pentru a atrage femela, care își selectează partenerul în funcție de calitatea cuibului construit. După împerechere, masculul lasă adesea pe seama femelei finalizarea cuibului și începe construcția altui cuib pentru a atrage o altă femelă.  Depune de obicei o singură ponta pe an, mai rar două ponte. Prima pontă formată din 5-10 ouă albe este depusă de la sfârșitul lui aprilie până la începutul lui mai. Femela clocește singură timp de 12-14 zile, perioadă când masculul îi aduce hrană la cuib. Masculul uneori clocește și crește singur puii, deoarece femela abandonează cuibul și se împerechează cu alt mascul. După eclozare, puii rămân în cuib și sunt hrăniți de părinți timp de 16-21 zile, apoi părăsesc cuibul stând în compania părinților încă două săptămâni. Sunt recunoscute 4 subspecii. În România cuibărește subspecia nominată Remiz pendulinus pendulinus, însă Dombrowski a întâlnit și subspecia Remiz pendulinus caspius, care cuibărea în Delta Dunării. În Republica Moldova cuibărește subspecia nominată Remiz pendulinus pendulinus.

## Denumiri
Denumirea latină Remiz pendulinus a acestei specii, provine din numele polonez Remiz a specii + cuvântul latin pendulinus = pendant, pendul, care atârnă în jos. Denumirea latină a speciei se datorează suspendării cuibului de ramura de salcie și oscilării lui ca un pendul.
În limba română această specie se numește boicuș, pițigoi pungaș, pițigoi pungar, aușel. Cuibul se aseamănă cu o pungă, de unde provine una din denumirile populare ale speciei de pițigoi pungaș sau pungar. Subspecia Remiz pendulinus caspius se numește pițigoi pungaș rusesc, boicuș rusesc, aușel rusesc.

## Taxonomie
Denumirea latină a acestei specii Motacilla pendulinus a fost dată de Linnaeus în 1758 (terra typica Polonia, Lituania, Ungaria și Italia).
Frecvent hibridizează cu boicușul cu capul negru (Remiz macronyx) pe malurile nordic și sud-vestic ale Mării Caspice; hibrizii din nord (de la gura râului Ural) se  numesc bostanjogli, iar cei din sud loudoni și altaicus; altaicus este tratat uneori ca o subspecie validă.
Păsările acestei specii din Siria (și posibil extremul nordic al Israelului) aparțin unei subspecii incerte și sunt plasate provizoriu în subspecia menzbieri. Alte subspecii propuse sunt persimilis (din Eregli, sudul Turciei), sinonimizată cu subspecia menzbieri, castaneus (din Astrahan) inclusă în subspecia caspius și barabensis (din stepele Baraba și Kulunda, din regiunea Tomsk, vestul Siberiei) considerată sinonim al subspeciei jaxarticus. Subspecia caspius este considerată uneori ca o subspecie a speciei Remiz macronyx.

### Subspecii și distribuție
Patru subspecii sunt recunoscute:

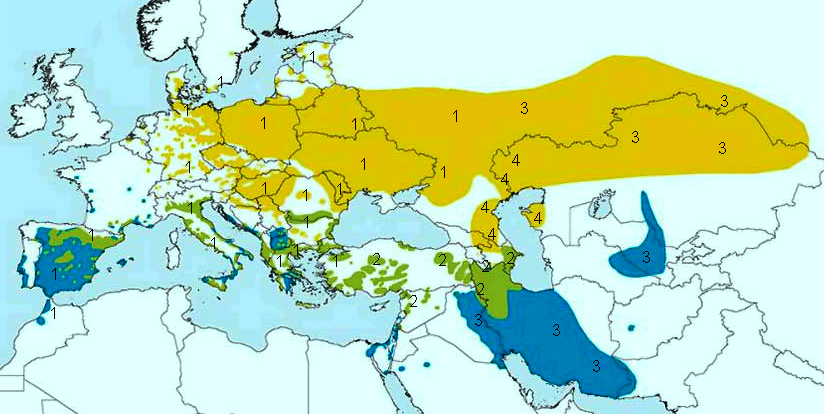
Distribuția subspeciilor
1. Remiz pendulinus pendulinus
2. Remiz pendulinus menzbieri
3. Remiz pendulinus jaxarticus
4. Remiz pendulinus caspius

- Remiz pendulinus pendulinus (Linnaeus, 1758)  - subspecia nominată - cuibărește în Danemarca și sudul Suediei, spre est în vestul Rusiei până la râul Ural, spre sud până în Iberia, Franța, regiunile de câmpie din Italia și Sicilia, Grecia și Creta, vestul Turciei și regiunea colinară din nord-vestul Caucazului. Iernează în sudul Europei și în unele locuri din nordul Africii (nord-vestul Marocului, nord-estul Egiptului).
- Remiz pendulinus menzbieri (Zarudny, 1913)  - cuibărește în Turcia (cu excepția vestului), Armenia, Azerbaidjan, nord-vestul Iranului, nord-estul Irakului, nord-estul Libanului și Siria, posibil și în nordul extrem al Israelului.
- Remiz pendulinus jaxarticus (Severtsov, 1873)  - cuibărește la est de Ural în vestul Siberiei și nordul Kazahstanului, spre est până la poalele nord-vestice ale munților Altai. Iernează probabil în sudul Turciei și Irak, sudul și estul Iranului, spre est până în Belucistan (vestul Pakistanului) și în unele locuri din centrul Asiei.
- Remiz pendulinus caspius (Peltsam, 1870)  - cuibărește în câmpiile din sud-vestul Rusiei și nord-vestul Kazahstanului (de la râul Volga până la râul Ural, regiunile de câmpie de pe malul vestic al Mării Caspice și la poalele nord-estice ale Caucazului.

Dementiev (1954) menționează 10 subspecii:
- Remiz pendulinus pendulinus Linnaeus, 1758  - în vestul, sudul, sud-estul Europei (până în estul Priazoviei și în Povolgia inferioară), vestul Siberiei, Asia Mică.
- Remiz pendulinus menzbieri Sarudny, 1913 - în cursul inferior al Donului, Transcaucazia, Armenia, Mesopotamia iraniană.
- Remiz pendulinus caspius Poelzam, 1872 - pe coasta Mării Caspice, Povolgia inferioară, cursul inferior al râului Ural, estul Caucazului, coasta lacului Balhaș.
- Remiz pendulinus jaxarticus Severtzow, 1872 (1873) - în regiunea din cursul inferior și mijlociu al Sîrdariei, cursul inferior al Amudariei.
- Remiz pendulinus neglectus Sarudny, 1908 - pe coasta sudică, sud-vestică și sud-estică a Mării Caspice; în prezent Remiz macronyx neglectus.
- Remiz pendulinus macronyx Severtzow, 1872 (1873)  - în sudul Kazahstanului, Uzbekistan; în prezent Remiz macronyx macronyx.
- Remiz pendulinus nigricans Sarudny, 1908 - în Sistan (estul Iranului); în prezent Remiz macronyx nigricans.
- Remiz pendulinus coronatus Severtzow, 1872 (1873)  - în bazinele Amudariei și Sîrdariei, Pribalhașia, Altai, Tian-Șan, Himalaia (?), nordul Mongoliei; în prezent Remiz coronatus coronatus.
- Remiz pendulinus stoliczkae Hume, 1874 - în Kașgaria, sudul Transbaikaliei, Priamurie; în prezent Remiz coronatus stoliczkae.
- Remiz pendulinus consobrinus Swinhoe, 1870 - în China, valea râului Yangtze, Japonia (lângă Nagasaki), Coreea; în prezent Remiz consobrinus.

## Descrierea

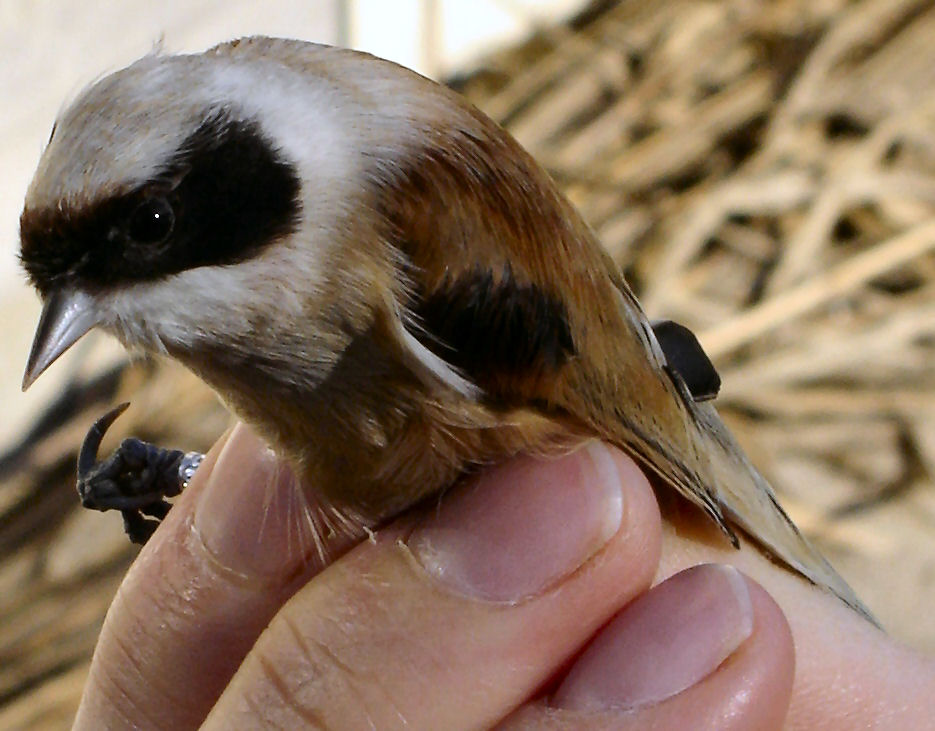
Boicușul. Masculul în mână

Este o păsare de talie mică, cât pitulicea, cu coada relativ lungă și ciocul negru, cu vârful conic ascuțit și culmenul drept. Este puțin mai mic decât pițigoii din genul Parus, are o lungime de 10-11 cm și o greutate de 8-12,5 g. Lungimea aripii = 53-58 mm; lungimea cozi = 47-55 mm; lungimea ciocului = 7-12 mm; lungimea tarsului = 13-16 mm. Adultul seamănă oarecum cu un mascul de sfrâncioc roșiatic (Lanius collurio) la colorit.

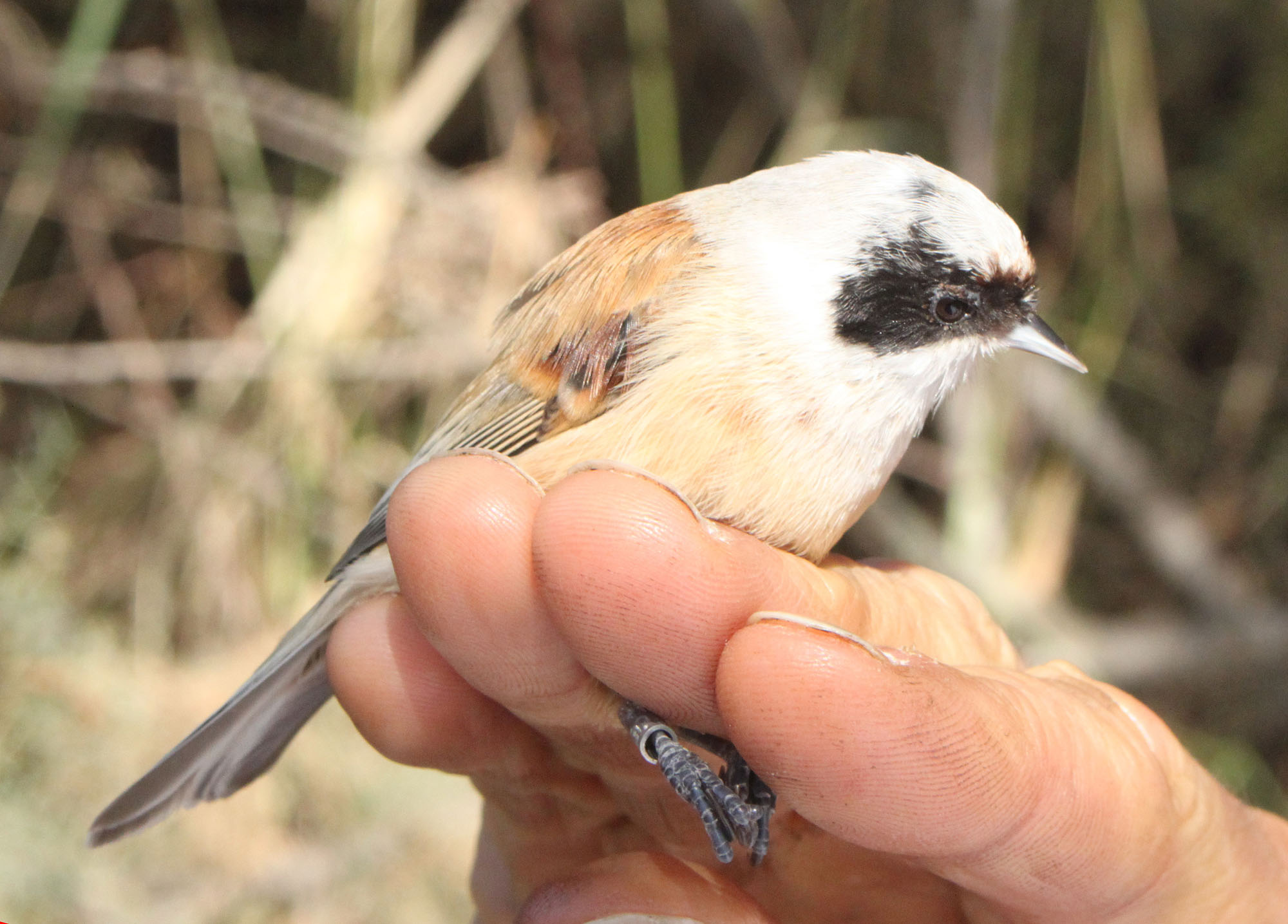
Boicușul. Masculul în mână

Masculul subspeciei nominate în penajul nupțial are fruntea și părțile laterale ale capului, inclusiv regiunea auriculară, obrajii și lorul (frâul), de culoare neagră intensă, acest negru de pe laturile capului formează o bandă lată neagră, numită mască facială, ce se întinde de la cioc peste ochi până în zona auriculară asemenea unei perechi de ochelari de soare negri și se îngustează la baza ciocului. Partea anterioară a creștetului cu o dungă transversală îngustă brun-roșcată (brun-castaniu) deasupra marginii superioare a frunții negre. Creștetul capului, ceafa și partea posterioară a gâtului cenușiu-deschise (cenușiu-alburii), cu o tentă mai albă deasupra măștii; coloarea cenușiu-deschisă se întinde peste laturile gâtului și formează o bandă verticală mai mult sau mai puțin pronunțată. Mantaua și partea anterioară a spatelui castanii (brun-roșcate sau brun-castanii). Partea posterioară a spatelui și târtița mai deschise la culoare, brun-gălbui. Tectricele supracaudale brun-cenușii, tivite gălbui. Tectricele supraalare mijlocii și mari castaniu-negricioase (brun-roșcate negricioase), tivite pe margini și vârfuri cu brun-gălbui sau roșcat-deschis. Tectricele mici ale aripii roșcat-ruginii. Remigele aripilor negricioase (brun-cenușiu-negricioase), cu marginile deschise, brun-gălbui sau alb-gălbui. Remigele primare brun-negricioase, tivite îngust cu brun-gălbui. Remigele secundare brune-negricioase tivite lat pe margini cu brun-gălbui. Remigele terțiare tivite lat pe margini cu brun-gălbui deschis (formând o oglindă alară deschisă). Coada negricioasă (brun-cenușiu-negricioase), rectricele cu margini albicioase, brun-gălbui-deschise. Bărbia și partea inferioară a gâtului albe sau alb-murdare. Restul părții inferioare de culoarea crem, alb-gălbuie, cu o nuanță brun-roșcată pe piept și brun-roșcat-gălbuie spălăcită pe flancuri. Pe laturile pieptului adesea sunt pete castanii (brun-roșcate). Tectricele subcodale brun-gălbui. Subalarele sunt alb-gălbui. Irisul brun închis. Ciocul negricios, cenușiu-închis sau brun-închis, cu baza și marginile tăioase ale mandibulei superioare mai palide. Picioarele negricioase, cenușiu-închise. Toamna, luciul penajului este atenuat, iar bandă de peste ochi este brun-negricioasă. După năpârlirea de toamnă, în penajul proaspăt, capul și gâtul sunt mai cenușii, iar spatele mai deschis la culoare, ocru-roșcat.

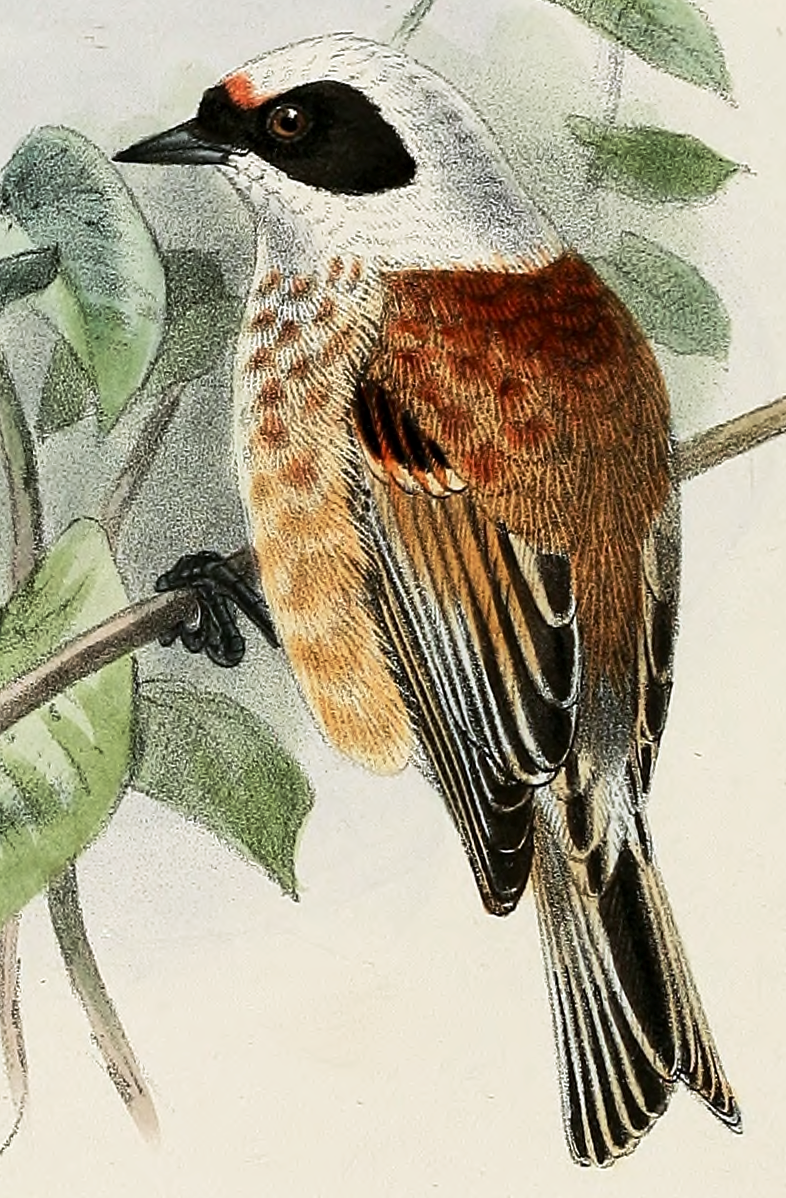
Boicușul după Dresser (1871-1881). Masculul adult

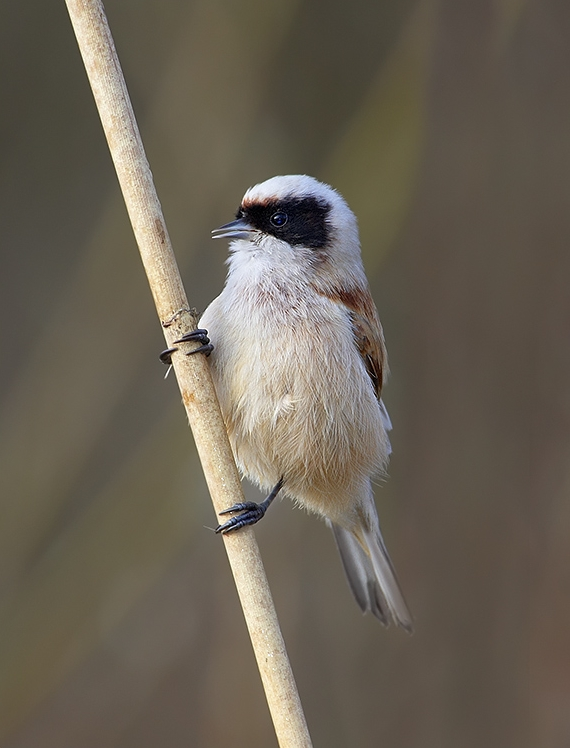
Boicușul agățat de o tulpină de stuf

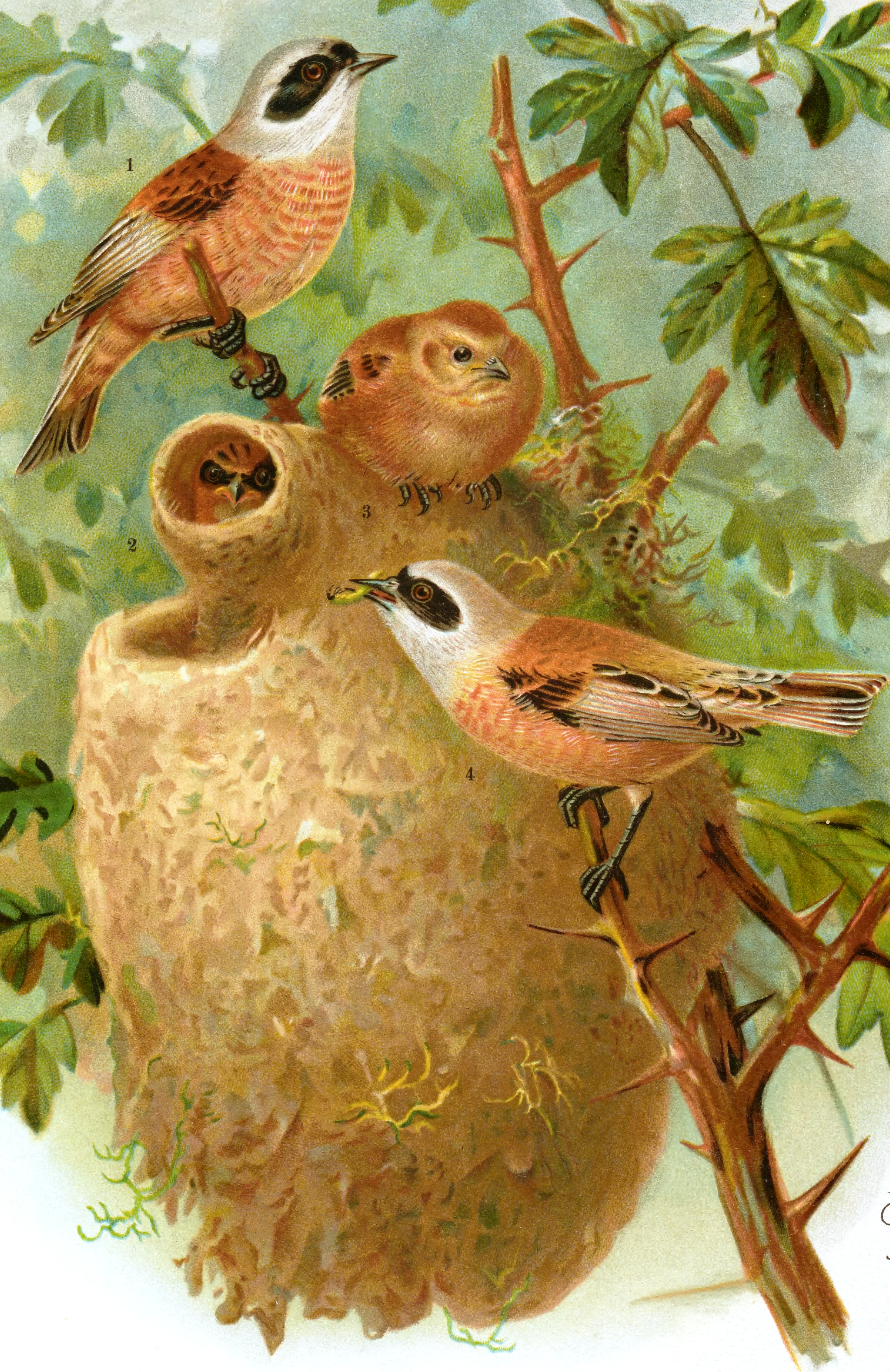
Boicușul după Naumann 1897.
1. Masculul adult (la dreapta).
2, 3 Puii.
4. Femela adultă (la stânga)

Femela este asemănătoare cu masculul, dar are un colorit mai spălăcit, creștetul și ceafa mai cenușiu-închise, culoarea brun-castanie de pe partea anterioară a spatelui e mult mai palidă, mai degrabă brun-gălbue. Masca facială este mai mică, mai îngustă, mai puțin extinsă în regiunea auriculară și m ai îngustă sau absentă deasupra bazei ciocului. Centrele întunecate ale penelor aripii mai puțin contrastante. Femela are mai puține pete brun-roșcate difuze pe piept, compara¬tiv cu masculul.
Juvenilul se poate recunoaște prin absența măștii întunecate de pe cap și coloritul mai șters. Uneori au o mască slab conturată, brun-cenușie pe ochi (niciodată neagră). Capul uniform colorat brun-gălbui cu o nuanță cenușie. Fruntea mai deschisă, aproape albă. Părțile superioare spălăcite, brun-gălbui cu o nuanță cenușie, contrastând puțin cu culoarea brun-gălbui deschisă a părților inferioare. Uneori sunt evidente partea inferioară a gâtului albă precum și inelul ocular și dunga supralorală vagă deschise la culoare. Marginile remigelor terțiare sunt palide în penajul proaspăt.  Masculul subadult în primul an de viață poate avea masca redusă și este dificil sau imposibil de distins de femela adultă.
Dombrowski descrie subspecia nominată (Remiz pendulinus pendulinus) astfel: "Mascul adult: Fruntea, frâul și laturile capului negre. Mijlocul părții superioare a capului alb-tulbure, despărțit de frunte printr-o bandă brun-castaniu deschisă; coloarea albă-tulbure se întinde peste cerbice și laturile grumazului și formează așa dar o bandă transversală mai mult sau mai puțin pronunțată. Partea anterioară a spatelui brun-castaniu deschisă, devenind mai deschisă spre partea posterioară și trecând în ocru-gălbui. Penele de pe umăr ocru-galbene, cu vârfuri brun-castanii. Aripele tivite (mărginite) smântâniu, de-a-lungul vârfurilor cu o dungă albicioasă pronunțată. Bărbia și gâtul alb, restul părții inferioare palid-smântâniu, laturile corpului trecând în galben-ocru. Jumătatea bazală a penelor de pe piept sclipesc puțin în afară. Tectricele subcodale și penele coapsei ocru-gălbui. Femelă adultă: Partea superioară a capului și cerbicea surii; fruntea și dunga ochiului, la fel cu banda brun-castanie, care e mai îngustă și mai puțin dezvoltată. Culoarea brun-castanie, pe partea anterioară a spatelui, e mult mai palidă. Pasăre tânără: Fruntea și regiunea orbiculară smântânie, regiunea auriculară brun-castanie. Partea superioară a capului și cerbicea sur-deschis, brun-spălăcită; spatele de culoarea scorțișoarei deschise, în partea posterioară cu striuri longitudinale închise. Dungile aripelor mai înguste."
Subspeciile diferă în principal după tonul penajului, dar care este complicat de variațiile individuale și diferențele de vârstă: 
- subspecia menzbieri este mai palidă decât subspecia nominată, cu târtița aproape albicioasă și nu are o dungă castanie (brun-roșcată) deasupra bazei ciocului.
- masculul subspeciei caspius are cea mai mare parte a frunții castanie (brun-roșcată), uneori și cea mai mare parte a creștetului și cefei (dar de obicei partea superioară a cefei este mai cenușiu-deschisă); târtița și tectricele supracaudale foarte palide, acestea din urmă aproape albicioase, cu striații întunecate pe axul penei; remigele aripilor cu marginile foarte deschise; petele de pe laturile pieptului sunt mai evidente. Femela are de obicei niște pete brun-roșcate pe creștet și pe frunte, culoarea castanie de pe părțile superioare este de obicei restrânsă la partea inferioară a mantalei, este mai albă dedesubt decât subspecia nominată. Dombrowski descrie subspecia caspius astfel: "Mascul adult: Se deosebește în deosebi prin culoarea capului. Frâul, obrajii și regiunea auriculară negru. Penele frontale negricioase, cu vârfuri brun-castanii. Partea mijlocie a capului, laturile gâtului și partea anterioară a spatelui, brun-castaniu deschis, cu vârfuri singuratice albicioase. Partea posterioară dorsală, smântânie. Tectricele aripelor și remigele ca la forma tipică, însă cu dungi mai late, albicioase ori smântânii. Remigele interioare colorate deschis în cea mai mare parte. Rectricele, cu dungi marginale albicioase mai late, ceea ce se observă în special pe vârfuri. Bărbia, gâtul și pieptul, albicioase; penele pieptului colorate la rădăcină brun-castaniu, prin care se ivește o dungă transversală. Restul părții inferioare smântâniu. Penajul gambei, la vârf, brun-castaniu."[8]
- subspecia jaxarticus este puțin mai mică decât subspecia nominată, are picioarele subțiri și ciocul mai mic, este mai palidă, cu mantaua brun-roșcat-gălbuie, și nu castanie (brun-roșcată).

## Năpârlirea
Păsările adulte și juvenilii năpârlesc de două ori pe an. Prima năpârlire a păsărilor adulte este completă, și are loc în perioada postnupțială în iulie și august, se termină în septembrie. Începe cu schimbarea penelor mici și se termină cu  schimbarea rectricelor cozii și a remigelor aripilor (în august).
Năpârlirea postjuvenilă este parțială. Juvenilii încep să năpârlească la scurt timp după plecarea lor din cuib, în iulie. Se schimbă penele mici, tectricele supraalare mici și mijlocii și un număr variabil de tectrice supraalare mari; majoritatea păsărilor schimbă toate supraalare mari și unele remige, dar nu alula sau tectrice primare; năpârlirea de obicei se termină la începutul lui septembrie. Unii autori susțin că năpârlirea postjuvenilă este completă, atingând și penele mari de contur.
Adulții și juvenilii au și o năpârlirea prenupțială parțială în cartierele de iernat, din decembrie până în martie, schimbându-se doar penele mici (de pe cap, gât), supraalarele mari și unele remige terțiare și secundare.

## Glasul

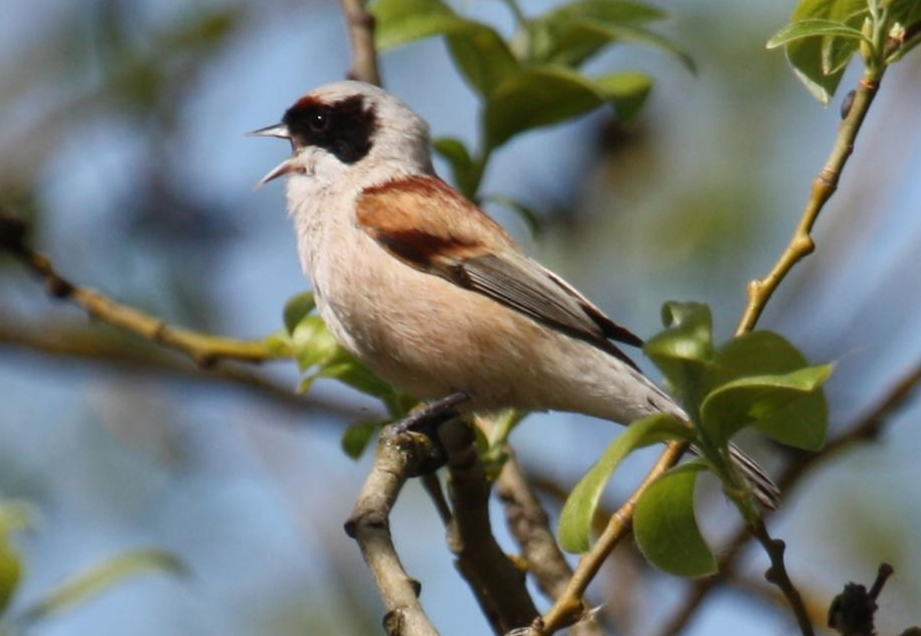
Boicușul. Masculul cântând

Strigătul obișnuit este un fluierat fin "siiiuiu" sau "tsiiiu" subțire, prelung, de tonalitate înaltă și oarecum pătrunzător, similar cu sunetul făcut de balamaua neunsă a unei porți și care seamănă cu strigătul de neliniște "tsiiih" al măcăleandrului (Erithacus rubecula),  dar este mai fin și de intensitate mai joasă, sau cu strigătul "siu" al presurei de stuf (Emberiza schoeniclus), însă mai alungit. Acest strigăt variază în ton și în lungime, în funcție de faptul dacă pasărea se află în zbor sau își caută hrana sau are grijă de cuib.
Cântecul este scurt și discret și constă dintr-un grup de note ciripitoare fine, plăcute  și variate, intercalate cu note de chemare și câteva fragmente de cântece imitate de la alte specii de păsări, de ex. "tsiiiu... sirrrr... tvitvitvi... tsiiiu.. zvir'r'r'r.. tsiiiu", asemenea unui florinte (Chloris chloris), dar mai moale sau un "ții-iu, ții-iu..." amintind de al pițigoiului de brădet (Periparus ater).

## Habitatul

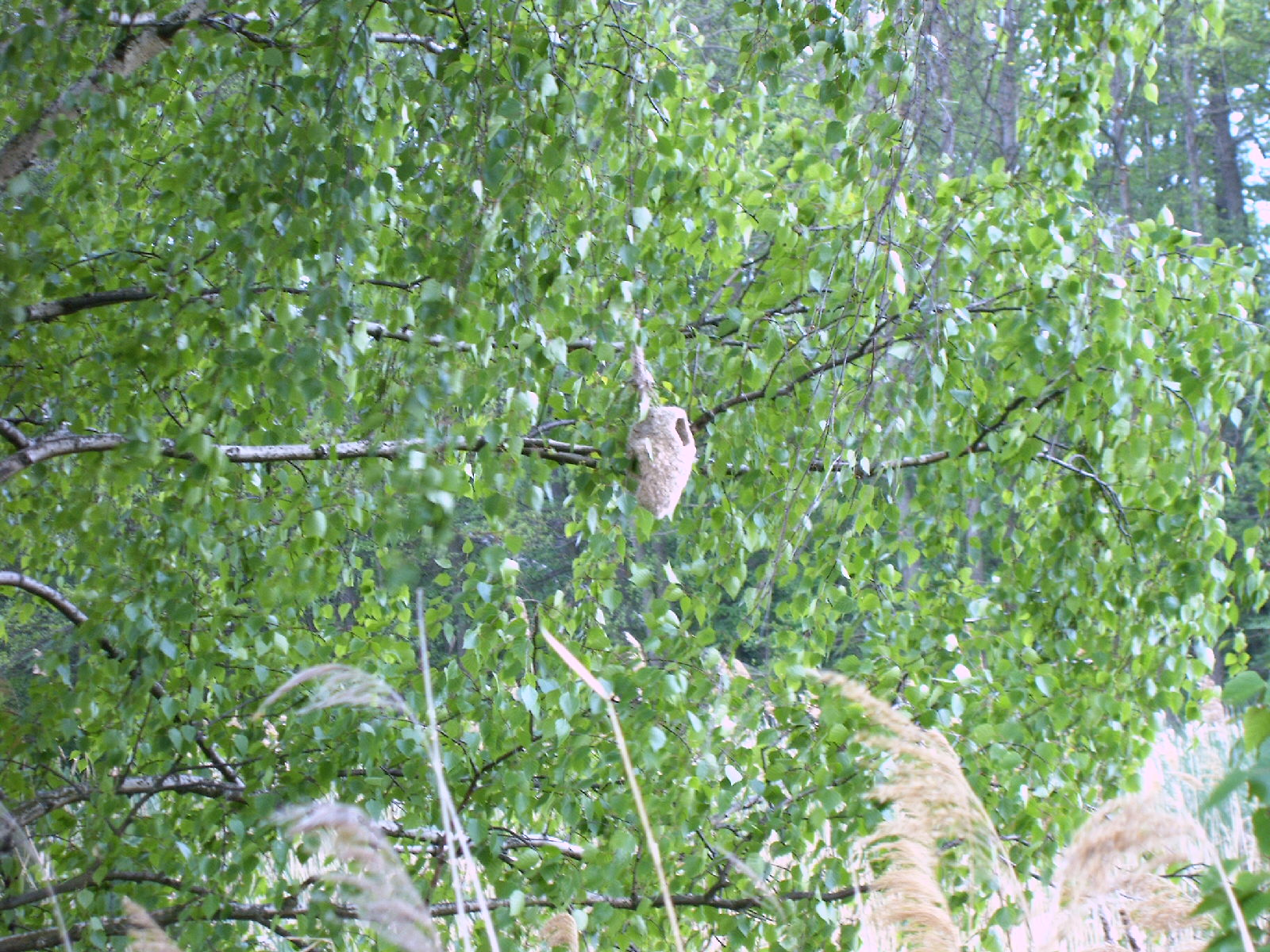
Cuibul boicușului suspendat într-un copac de pe malul unui lac unde crește stuf

Preferă vegetația palustră abundentă de pe malurile lacurilor și râurilor, inclusiv cea care se întâlnește în crescătoriile piscicole și în mlaștinile de pe litoral. Locuiește de-a lungul fluviilor și în delte (Guadalquivir, Ron, Pad, Vistula, Dunărea, etc.). Se întâlnește mai ales în vecinătatea râurilor, brațelor moarte, iazurilor, carierelor de nisip, canalelor și șanțurilor, în mlaștinile împrejmuite cu păduri riverane, desișuri și boschete. Cuibărește de obicei pe malurile lacurilor și râurilor, pe care cresc arbori, arbuști și stuf, rareori departe de apă.
Preferă amestecul bogat de vegetație emersă la suprafața apei, inclusiv stuful (Phragmites) și papura (Typha) cu plopi (Populus) și sălcii (Salix); în unele locuri este întâlnit și în tamariscă (Tamarix) de pe țărm și din estuare.
Prezența stufărișurilor, chiar foarte mici în care crește stuful (Phragmites australis) sau păpurișurilor (Thypha sp.) este esențială pentru locurile unde se întâlnește. Preferă să cuibărească în arborii cu ramuri lungi flexibile: salca, arinul, ulmul, plopul, mesteacănul, tamariscul, dar cuibărește și în tufișuri, plante mari și mai ales în stuf. În Alsacia (Franța), depresiunile cu depuneri aluvionare, unde se întâlnesc sălcișuri și stufărișuri, constituie habitatul său preferat. În Lorena, locuiește în boschetele de salcie albă (Salix alba), care au recolonizat împrejurimile balastierelor vechi sau care cresc în brațele moarte ale râurilor.
În migrația postnupțială de toamnă și în cartierele de iarnă, această păsărică paludicolă frecventează preferențial stufărișurile de toate dimensiunile. În migrația prenupțială de primăvară, are în sudul Franței, o preferință deosebită pentru sălcișurile riverane, în timp ce nordul Franței, este întâlnit mai ales în păpurișuri și stufărișuri.
Se întâlnește în principal în zonele joase; cuibărește și în plopii și livezile de pe coastele dealurilor din estul Turciei și nord-vestul Iranului, iar în estul Austriei cuibărește până la 650 m în unele văi mai mari.
În România boicușul este frecvent mai ales în Delta Dunării, lagunele și lacurile litorale, mai rar în luncile râurilor. Preferă mlaștinile, canalele, luncile, estuarele, lacurile și bălțile cu arbori  (sălcii și plopi) și stuf.
În Republica Moldova se întâlnește sporadic în sălcișuri și în plopișurile din bălțile râurilor, mai rar - în sectoarele mai puțin umede. În pasaj se opresc în desișurile arborescente din luncile râurilor. În Republica Moldova habitatele tipice ale boicușului sunt pădurile din luncile riverane, desișurile de salcie, plopi și chiar copacii răzleți de lângă de apă: salcia, arțarul, ulmul, plopul negru (Populus nigra). Pe ramurile lor care atârnă deasupra apei pasărea îi fixează de obicei cuiburile lor complexe. Boicușul este mai numeros în luncile cursurile inferioare ale Nistrului și Prutului. Aici, în locurile sale preferate, se întâlnesc până la 10 perechi de păsări pe 1 ha de pădure. De exemplu, în pădurea de luncă de la Olănești, pe 22 mai 1965, pe o suprafață de 2 hectare, au fost găsite 19 cuiburi de boicuș. În stufărișurile din lunca Prutului lângă satul Crihana Veche pe 18 mai 1960, au fost găsite mai mult de 12 cuiburi pe sălciile care creșteau pe un dig vechi. Șase dintre ele erau deja terminate, restul erau în diferite etape de finalizare. Boicușul este destul de răspândit și în raioanele mai nordice ale republicii (Dubăsari, Rîșcani) și chiar și în centrul Moldovei (Grădina Botanică din Chișinău). Însă în aceste locuri numărul lor este mai mic. Astfel, în pădurea de la Coșnița în 1960 pe o suprafață de aproximativ 10 hectare au fost găsite patru cuiburi ale acestei specii. Aproximativ aceeași densitate a fost observată în pădurea de la Balatina în 1959.

## Hrana
Boicușul se hrănește cu nevertebrate mici, mai ales cu insecte și păianjeni. Iarna, consumă și semințe mici. Uneori se hrănește cu nectarul florilor.
Hrana de vară este compusă din nevertebrate mici în diferite stadii de dezvoltare: păianjeni, insecte mici și ouăle și larvele lor, prinse mai ales la capătul ramurilor cu frunze și în vegetația deasă. Printre insectele consumate se numără ploșnițele (heteropterele), fluturii, ouăle și omizile lor, dipterele etc. Păianjenii mici (Araneae) sunt o hrană deosebit de importantă în stufărișuri. La sfârșitul verii păduchele cenușiu al prunului (Hyalopterus pruni) devine abundent în stufărișuri și formează o componentă deosebit de importantă a hranei boicușului.
Toamna și iarna consumă și semințe mici de salcie și de stuf, adesea culese la o înălțime mică pe plante și la poalele stufului. 
În Ural în conținutul stomacuri a 30 de indivizi prinși de la sfârșitul lui mai până în prima jumătate a lui august, au fost găsite în principal omizi arboricole (61,3%), printre care erau multe omizi ale cotarilor (Geometridae). În plus, au fost găsiți gândaci mici, cicade, diptere și dăunători importanți ai pădurii - larvele țigărarului mesteacănului (Deporaus betulae) și afroforidelor (Aphrophoridae).
Puii sunt hrăniți cu nevertebrate. Un studiu din Slovacia a arătat că principala hrană a puilor sunt păianjenii (în principal Clubiona spp., mai ales Clubiona phragmitis, 15,1%), cicadele (Cicadinae, 18,9%) și aproximativ 20 de specii de omizi de fluturi (în special Noctuidae, mai puțin Tortricidae, Drepanidae, Pyralidae) care erau prinse mai ales pe salcie și stuf.
În Ural hrana puilor este formată în 65% din diferite omizi, mai ales omizi nepăroase, de culoare verde.
Boicușul se hrănește în timpul zilei, folosindu-se de ciocul lung pentru a căuta hrană în crăpăturile din scoarța copacilor și stufului. Își procură hrana în frunzișul ramurilor periferice ale plopilor și sălciilor; vizitează florilor sălcilor primăvară, probabil pentru insecte, dar se hrănește și cu nectar. Caută insectele mai ales în masive mici de stufăriș aproape de vegetația arborescentă și este întâlnit mai rar în stufărișuri mari uniforme. Ciocănește în tulpinile goale pe dinăuntru a stufului (care sunt locuri ideale de hibernare pentru multe nevertebrate mici). Adesea ține amenții (mâțișorii) salciei sau smocul cu semințe al papurii cu piciorul în timp ce le rupe scoțând semințele; la fel, omizile sunt ținute cu piciorul și decapitate înainte de a fi înghițite.

## Comportamentul
Boicușul are comportamentul asemănător cu cel al pițigoilor. Este întâlnit de obicei singuratic, în perechi sau în grupuri familiale mici, dar în afara sezonului de cuibărit, iarna și primăvara, uneori se adună în grupuri eratice mai mari de până la 15 indivizi. La sfârșitul verii și toamna, juvenilii pot forma grupuri mici de 20-30 indivizi, excepțional se adună în cârduri de 60 indivizi. Adesea se întâlnește împreună cu pițigoiul mare (Parus major) și pițigoiul albastru (Cyanistes caeruleus) în stufărișuri sau în copaci, dar se alătură rareori acestor pițigoi, sau altor specii, pentru a forma cârduri mixte.
De obicei este foarte credul și, dacă nu este speriat de mișcări bruște, lasă omul să se apropie de el la o distanță mică, ceea ce permite examinarea detaliată a culorii penajului. Are zborul rapid și ondulat. Cea mai mare parte a timpului o petrece printre coroanele copacilor, în tufișuri, prin lăstărișul tânăr de salcie sau în iarbă înaltă, deplasându-se ușor printre tulpinile și ramurile dese. Când se hrănesc adesea se strigă unul pe altul, legătura acustică între indivizii din cârd fiind bine dezvoltată. În căutarea hranei, se cațără foarte dibaci pe ramuri, atârnând cu capul sau spatele în jos.
De obicei se deplasează, zburând dintr-un copac în altul sau prin tufișuri, dar în timpul migrațiilor pot parcurge distanțe mari de până la 200 de kilometri, zburând adesea la înălțimi mari încât sunt foarte greu de observați și numai vocea le trădează prezența. Boicușul este foarte fidel locului de cuibărit și poate fi prezent în fiecare an în același loc sau chiar pe același copac și aceeași ramură. Cu toate acestea, nu are un teritoriu ocupat în sensul obișnuit al termenului, masculul apără numai împrejurimile apropiate de cuib, și numai în faza de construcție a lui.

## Reproducerea
Sezonul de reproducere a boicușului are loc în mai-iunie în sudul Suediei, de la sfârșitul lui aprilie până la începutul lui iulie în centrul Germaniei, în mai în Ucraina, în aprilie în sudul Franței; stufărișurile din estul Austriei (din lacul Neusiedler) nu sunt suficient dezvoltate până la jumătatea lui iunie, când boicușul sosește aici pentru a cuibări (probabil că el deja a crescut prima generație de pui în altă parte). Perioadele de cuibărit a boicușului se prelungesc considerabil (cuiburi cu pui mici se pot găsi la sfârșitul lui iulie și chiar la începutul lui august), deoarece o parte din cuiburi sunt distruse și este construit un al doilea cuib.

### Comportamentul sexual
Modul de împerechere variază, boicușul poate fi monogam, dar adesea poligam sau poliandric și legătura dintre cei doi parteneri este adesea ruptă de către femelă după începerea incubației. Poliginia și poliandria sunt strategii de reproducere foarte frecvente, astfel încât monogamia strictă rămâne dificil de dovedit.
Un părinte, masculul sau femela, abandonează cuibul după depunerea ouălor și lasă celuilalt partener toate îndatoririle parentale. Masculul sau femela pot fi poligami, având strategii diferite. Masculul părăsește cuibul atunci când femela începe depunerea pontei, începând construirea unui alt cuib și unui alt ciclu de reproducere. Femela  poate pleca prima, ea îngropă în puful din cuib ouăle deja depuse, înșelând astfel masculul, care așteaptă depunerea pontei, iar masculul este nevoit să clocească și crească singur puii. După ce puii devin independenți, femela se poate împerechea din nou și poate începe să cuibărească a doua oară în iunie-iulie. Femela este la fel de promiscuă ca și masculul. În timpul unui sezon de reproducere, atât masculul, cât și femela pot avea până la 6 parteneri. Uneori (în aproape 27% dintre cazuri) cuibul și ponta sunt părăsite de către ambii soți, ceea ce înseamnă o risipă foarte mare energetică atât din partea femelei, care a depus ouăle, cât și din partea masculului, care a cheltuit mult timp și energie în construirea cuibului complet.

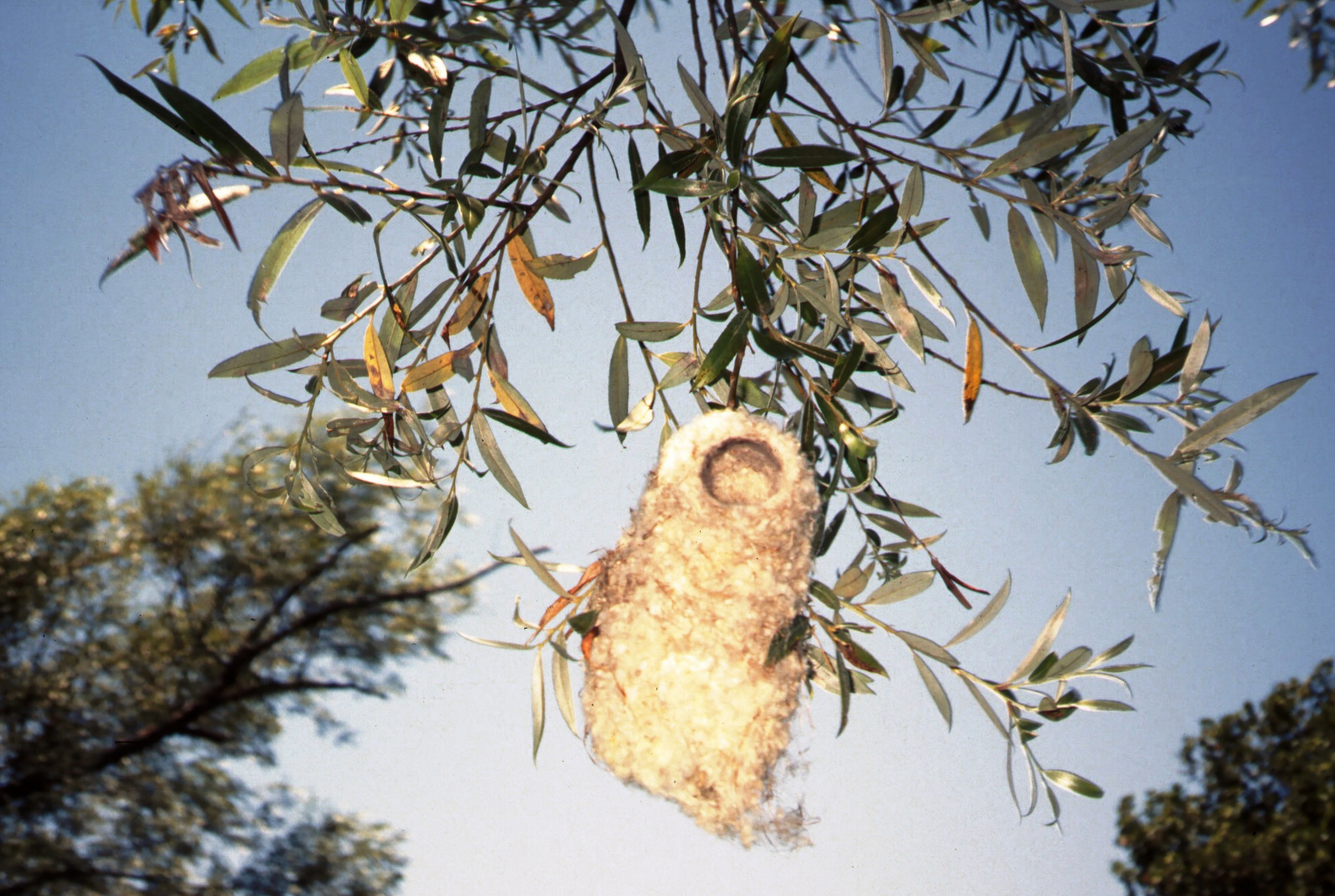
Cuibul

De la sfârșitul lui martie până la începutul lui mai (în funcție de latitudine și natura primăverii), dar mai ales în aprilie, masculii se instalează în locurile de cuibărit și încep să construiască imediat cuibul. Construcția cuibului este începută de mascul în încercarea de a atrage femela, femela se implică atunci când carcasă cuibului este terminată ("stadiul coșului"). După împerechere, masculul lasă adesea pe seama femelei finalizarea cuibului și începe construcția altui cuib pentru a atrage o altă femelă și așa mai departe.  Masculul începe construirea cuibului, realizându-l, uneori, până la gura acestuia unde va fi făcut un tunel de intrare, după apariția femelei, când ambii parteneri continuă clădirea cuibului, femela se ocupă mai ales de căptușirea interiorului cu puf. Adesea, tunelul de intrare este realizat numai de femelă. Numai cuiburile aparținând unui mascul împerecheat au un tunel de intrare, construit de femelă.

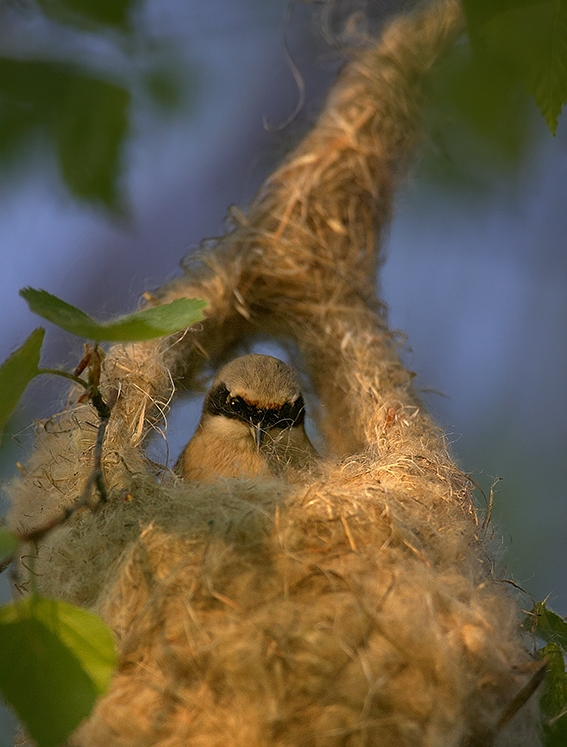
Boicușul în cuibul nefinisat

După ce au sosit la locul de reproducere, masculii ocupă teritoriile de cuibărit și încep construcția cuiburilor pe ramura aleasă. În același timp, ei se străduiesc să fie mai vizibili - adesea și îndelung ciripesc lângă cuibul început și zboară peste spații deschise etc. Toată această activitate, bineînțeles, are ca scop atragerea femelei. Masculul continuă să construiască singur cuibul până când reușește să atragă femela, după care construirea este finalizată de ambele păsări. Uneori aceasta se întâmplă rapid - în a doua sau a treia zi. În cazul în care femela nu apare în câteva zile, masculul continuă să construiască singur cuibul și îl aduce până la punctul în care cuibul devine asemănător cu o pungă cu două găuri mari. Masculul devine din ce în ce mai neliniștit, deseori încetează muncă și piuie îndelungat cu voce tare. Raza zborurilor sale de la cuib se mărește treptat. În cuib se acumulează o rezervă mare de materiale de construcție.
Femela care a apărut pe teritoriul locului de cuibărit este atrasă de mascul spre cuib. El se îndepărtează în zbor de la ea la o anumită distanță, se uită îndărăt și printr-un piuit prelung o invită să-l urmeze. Din când în când interpretează un tril melodios scurt din două sau trei note. Dacă femela nu zboară imediat după el, masculul se întoarce la ea, piuie și zboară din nou la o anumită distanță spre cuib. Când femela vine în coroana copacului în care atârnă cuibul, masculul o invită în cuib, zburând de la femelă spre cuib și înapoi fără să se oprească de piuit. Dacă femela zboară spre cuib, când masculul este înăuntru, el îi cedează imediat locul, părăsind cuibul. Așa face el apoi în toată perioada de construcție a cuibului.Femela își selectează partenerul în funcție de calitatea cuibului construit, aceasta manifestând preferință pentru cuiburile mai mari și mai spațioase. Masculul continuă construcția numai dacă femela începe să lucreze cu el la acest cuib, în caz contrar îl abandonează și începe construcția altuia, într-un loc nou.
Destul de mulți masculi rămân celibatari, ei nu-și pot găsi o prietenă timp de o săptămână sau mai mult. Aceasta se întâmplă cel mai adesea la sfârșitul lui mai, când majoritatea boicușilor formează perechi și termină construcția cuiburilor. Rămânând fără femelă, și plictisit de construire cuibului masculul abandonează cuibul aproape finalizat și începe să construiască un al doilea cuib puțin mai departe sau chiar al treilea sau mai multe (un număr record de opt cuiburi începute au fost înregistrate în Lorraine). În trecut aceste cuiburi neterminate ale masculilor celibatari erau considerate cuiburi construite special pentru odihnă sau pentru distracție. Aceste cuiburi abandonate de mascul în diferite stadii de construcție sunt adesea demolate în favoarea altor cuiburi.

### Cuibul

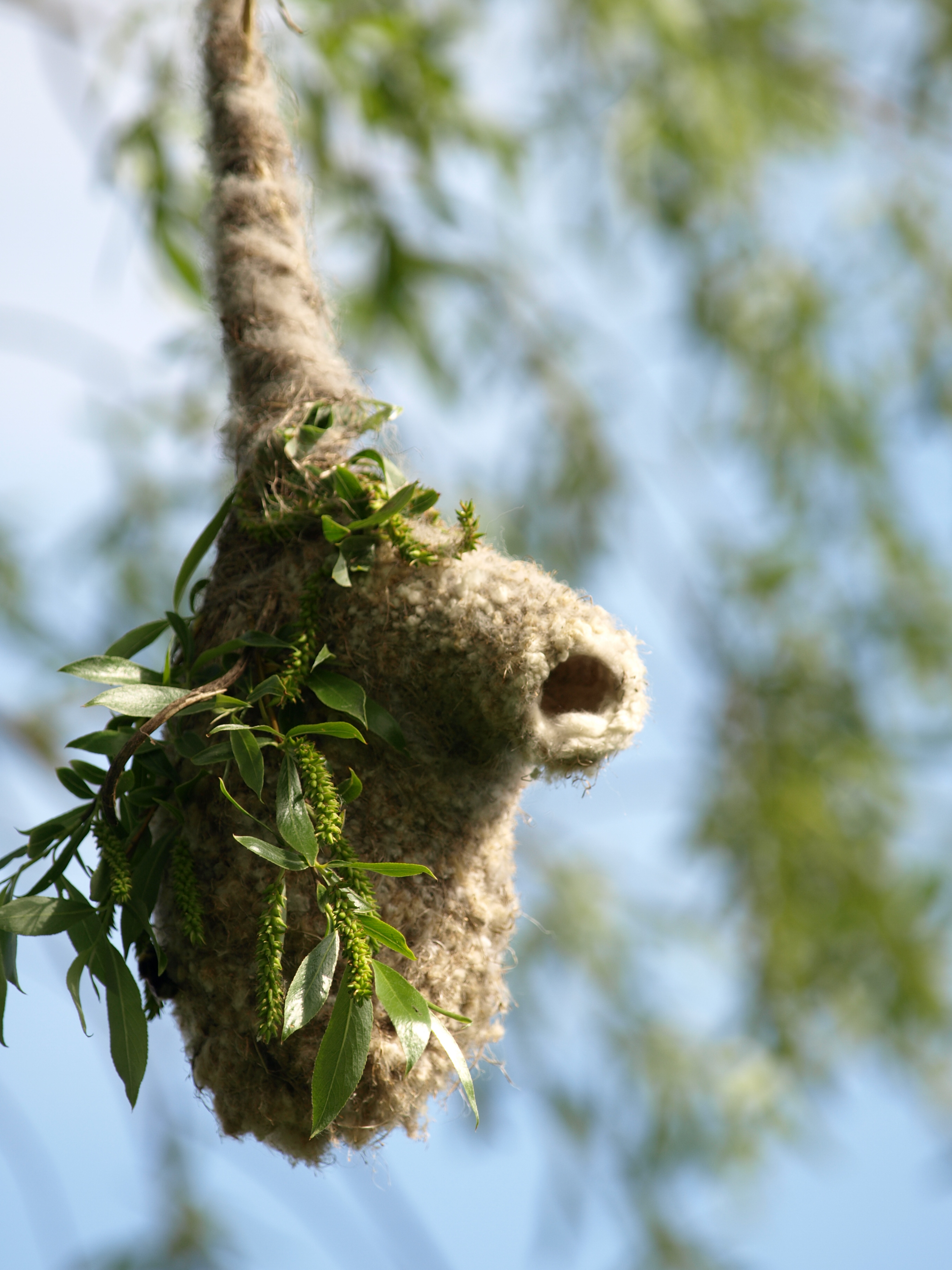
Cuibul finisat al boicușului cu tunelul de intrare

Construcția cuibului necesită 12-25 (de obicei 14-15 zile) de zile pentru a fi finalizat, dar al doilea sau al treilea cuib este construit în 6-7 zile.
Cuibul este suspendat într-o bifurcație a ramurilor periferice subțiri atârnate în jos ale copacului sau tufelor, sau mai rar între tulpinile de stuf, adesea deasupra apei. Cuibul este agățat pe diferiți copaci: salcie, plop, arin, etc. deseori deasupra apei. De obicei cuibul este fixat pe o ramură de salcie sau de plop. În cursul inferior al Uralului boicușii preferă să cuibărească pe plopul alb (Populus alba), dar unde acești copaci se întâlnesc rar, ei construiesc cuiburi pe sălcii și plopi negri (Populus nigra). În valea cursului mijlociu al Uralului majoritatea cuiburilor găsite erau amplasate pe sălcii și anini, iar în nordul Kazahstanului, în apropiere de Petropavlovsk, cele 13 cuiburi observate au fost găsite în mesteceni tineri (sub 25 de ani).
În România Dombrowski a găsit cuibul de cele mai multe ori pe sălcii ori plopi; în două rânduri pe salcâmi, în două pe ulmi, în șase pe arini, odată pe frasin și în fine odată pe un fir de trestie, la  înălțime de la trei până la nouă metri de la pământ. În Muzeul Ornitologic din Timișoara se păstrează un cuib al acestei specii construit pe ramura unui măr văratec, găsit în grădina unei gospodării țărănești de lângă bălțile comunei Satchinez (jud. Timiș), la mijlocul lunii Iunie 1918. Cuibul atârnă pe o ramură încărcată cu mere, la înălțimea omului. Acest cuib, de altfel normal și masiv construit, are forma mai mult sferică decât lungăreață sau ovală și este în parte acoperit de frunzele mărului. În cuib erau 6 ouă.
În Republica Moldova Averin și Ganea au găsit cuibul în salcie, plop, arțar, ulm. Cuiburile au fost amplasate la o înălțime de la 1,5 până la 12 m de la sol. Construcția cuibului în Republica Moldova în majoritatea cazurilor a început la sfârșitul celei de-a doua jumătăți a lui aprilie, uneori de la mijlocul lui mai sau mai târziu.
Cuiburile sunt situate la o înălțime mică, la 2-7 m de la sol, mai des la 2,5-5 m. Adesea cuibul stă deasupra apei la minimum 1 m de la oglinda acesteia. În păduri, departe de apă, ele sunt amplasate mai sus, uneori la o înălțime de 12-15 m. Denumirea latină pendulinus a speciei se datorează suspendării cuibului de ramura de salcie și oscilării lui ca un pendul. Boicușul preferă să ducă o viață mai ales arboricolă și numai, în mai mică măsură, în stuf. Furtunile de primăvară, adesea, au efecte negative asupra cuiburilor datorită modului lor de amplasare.

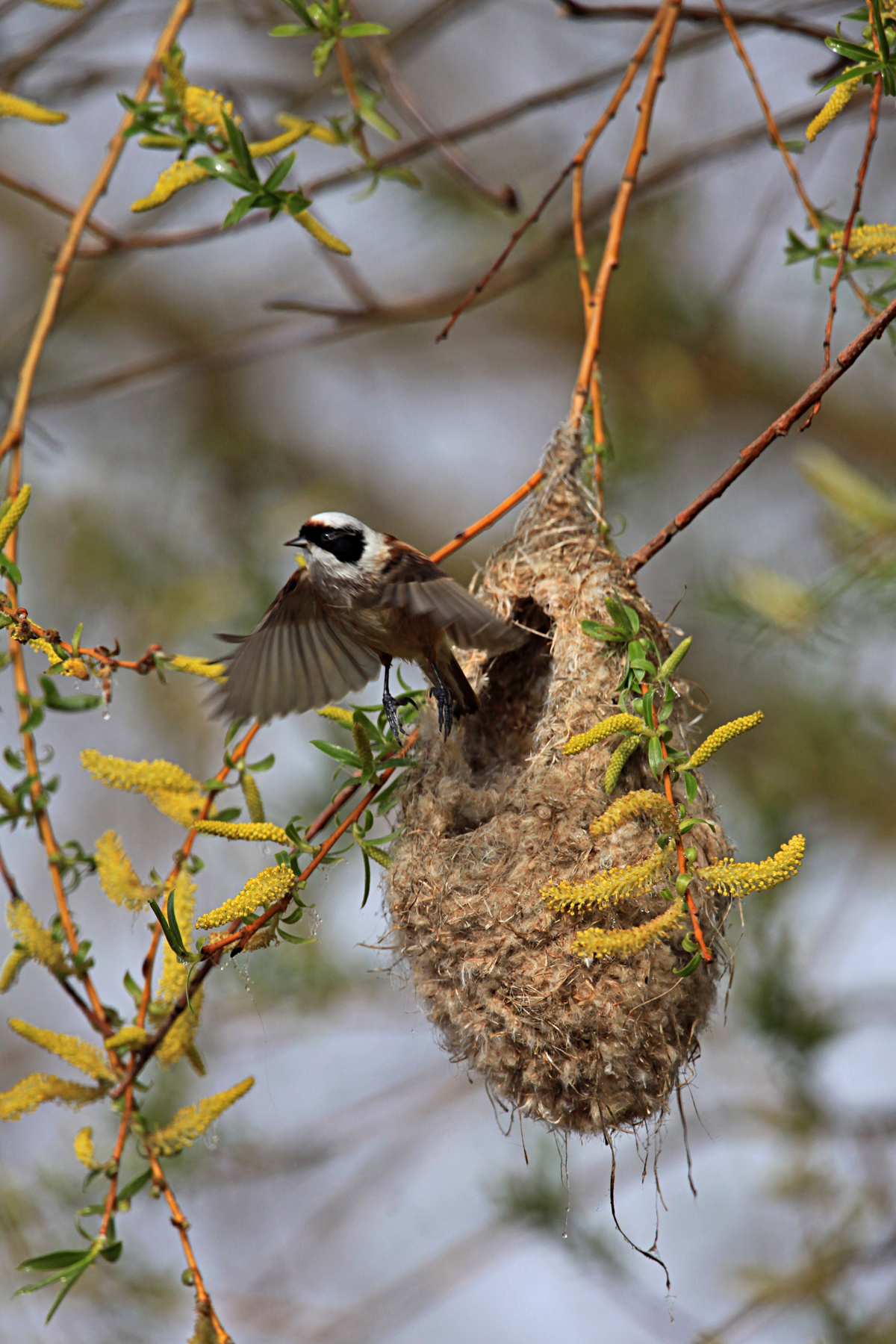
Cuibul finisat al boicușului suspendat la capătul unei ramure subțiri, cu pasărea ieșind din cuib

Boicușul se remarcă prin măiestria construirii cuibului, care este neconfundabil. Este cel mai interesant și frumos cuib dintre toate speciile europene de păsări și care provoacă admirația fiecărui observator. La exterior cuibul este gălbui, pufos sau pâslos, datorită semințelor de salcie, plop tremurător și rogoz ce sunt încorporate. Cuibul finalizat este oval-alungit, asemănător cu o pungă închise cu aspect pâslos sau cu un sac pufos,  de unde provine una din denumirile populare ale speciei (pițigoi pungar). În partea superioară are o intrare laterală sub formă de tunel special, numit tunel de intrare (sau tub de intrare, culoar de intrare), care adesea are vârful îndreptat în jos sub un unghi de 45°, rareori - perpendicular pe axa verticală a cuibului. Uneori se întâlnesc cuiburi cu două tuneluri de intrare situate pe laturile opuse. Motivele construirii unor astfel de cuiburi anormale nu sunt cunoscute. Pe partea opusă tunelului de intrare, cuibul are o proeminență mică, care se formează datorită astupării celei de-a doua găuri de intrare cu un dop de puf vegetal. Datorită tunelui de intrare cuibul se aseamănă cu o retortă de laborator,  cu un cimpoi sau cu o mănușă cu un deget, care servește drept intrare sau cu o pungă lungă, cu gâtul aflat sus, dar întors cu gura în jos. Mai multe cuiburi pot sta alături, dar nu este o specie colonială.

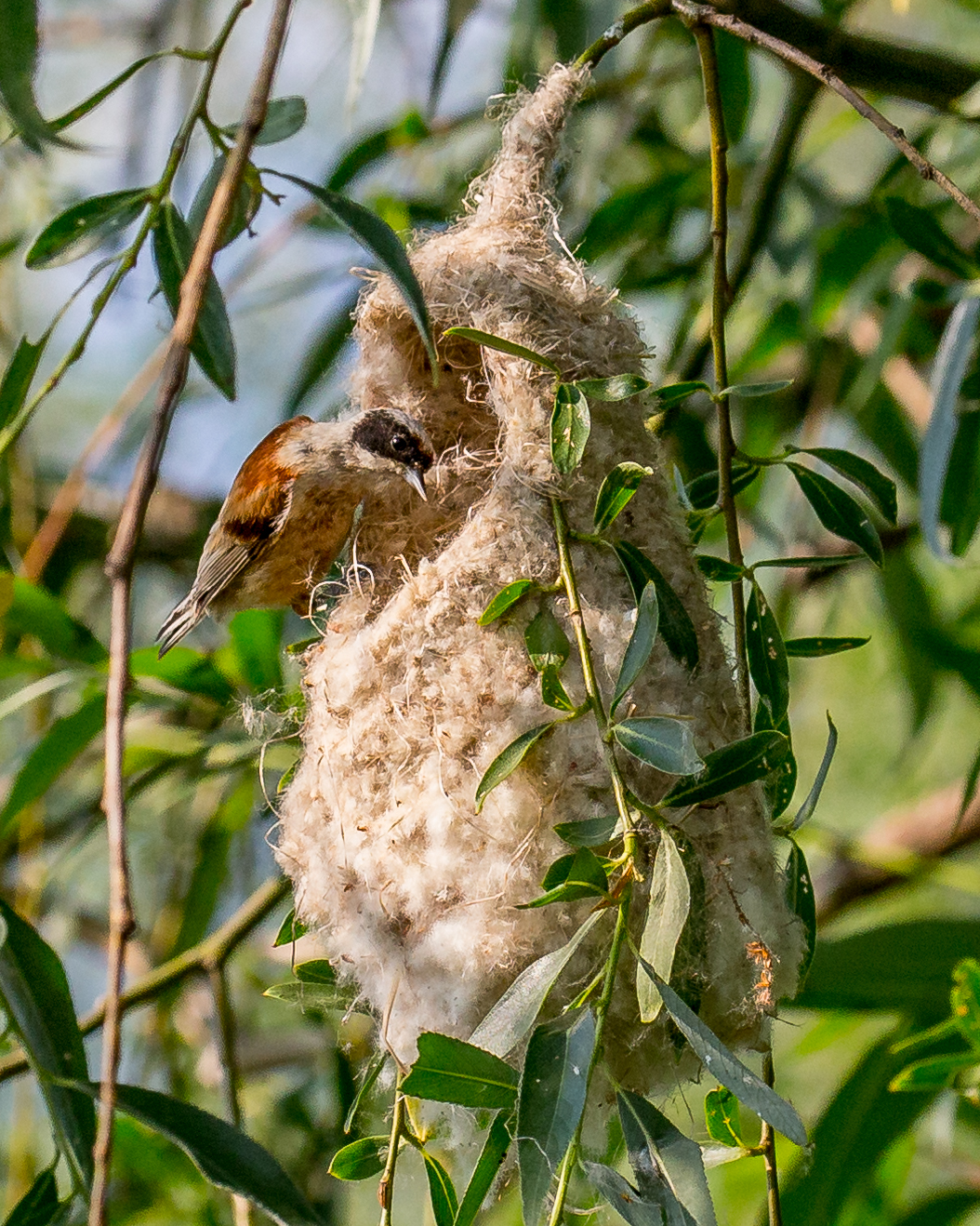
Cuibul boicușului fără tunel de intrare; masculul la intrare în cuib

Cuibul este construit de fibrele vegetale fine de coajă de arbori ( mai ales de salcie) și puf vegetal de salcie, plop, papură, amestecate cu pânză de păianjen și câteva pene. Fibrele vegetale sunt înfășurate în jurul unei bifurcații situate la capătul unei ramuri. Din fibrele vegetale și puful vegetal masculul împletește o țesătură pâsloasă moale, dar trainică. În locurile în care aceste plante sunt puține, boicușul folosește pentru construcția cuibului lână de cămilă și de oaie, pene, iar în unele cazuri lână formează baza cuibului. În stratul exterior al cuibului sunt încorporate semințele de salcie, plop tremurător și rogoz, resturi de frunze și tulpini de pelin.

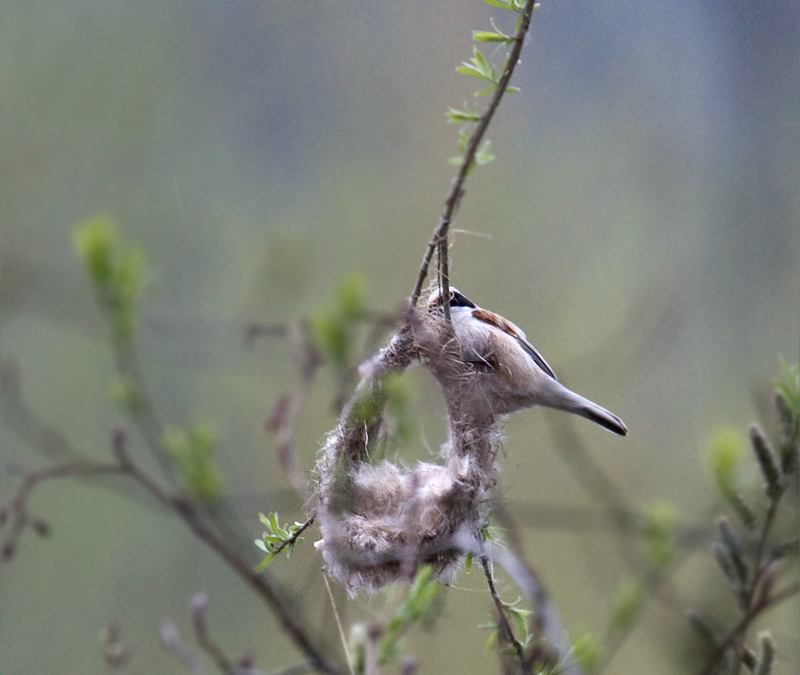
Masculul construiește cuibul, care este suspendat într-o bifurcație a unei ramuri subțiri

Dimensiunea și forma cuibului, precum și lungimea tunelului de intrare variază. De obicei, cuibul are un diametru de 70-100 mm și o înălțime de 130-170 mm, lungimea tunelului de intrare este de 40-50 mm, diametrul găurii de intrare este de 23-28 mm. Pereții cuiburilor, cu o grosimea de 20-25 mm, sunt atât de rezistenți încât cuibul care atârnă de copac nu se dărâmă timp de mai mulți ani. Cuiburile din valea Uralului au următoarele dimensiuni: înălțime de-a lungul axei verticale 150-220 mm, diametrul de-a lungul axei orizontale 90-120 mm. Lungimea tunelului de intrare este de 70-95 mm pe partea superioară, 15-40 mm pe partea inferioară, diametrul intrării în cuib 28-45 mm. Acoperișul și partea superioară a pereților sunt mai subțiri decât fundul, unde este așternut mult material moale. Cuiburile construite în mai-iunie sunt mai mari și mai rezistente decât cele din iulie.

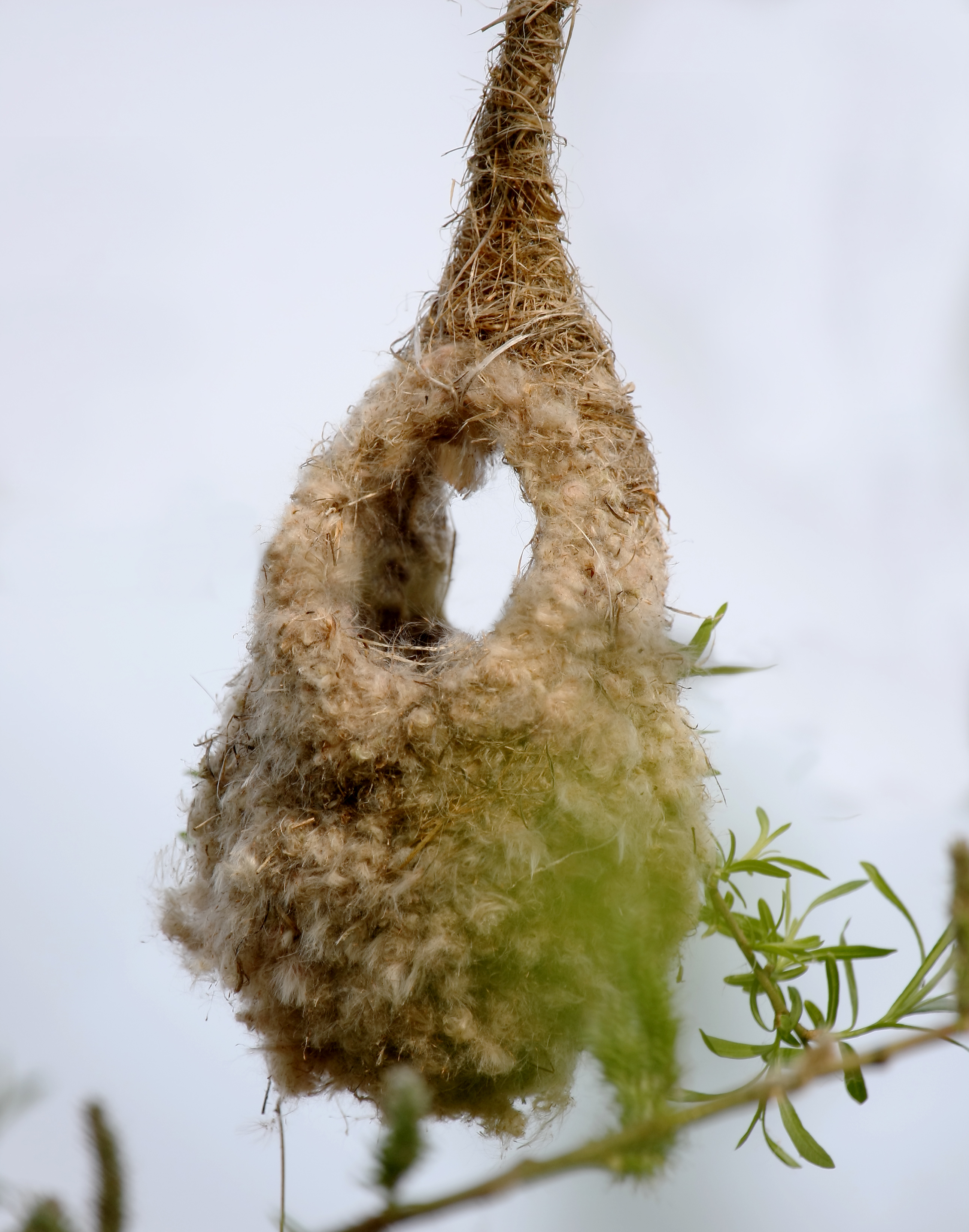
Cuibul nefinisat al boicușului cu 2 găuri de intrare. Una din găuri va fi astupată ulterior

Cuibul este suspendat de capetele subțiri (3-4,5 mm) ale ramurilor atârnate în jos ale copacilor, astfel încât acestea sunt împletite în pereții cuibului. Rezistența fixării este mărită de faptul că o parte din ramura alăturată cuibului este adesea împletită cu fibre vegetale, iar în unele cuiburi lungimea împletiturii atinge 15 cm. Aceasta, într-o anumită măsură, protejează ramura de rupere atunci când cuibul este puternic clătinat de vânt. O împletitură densă este capabilă să țină cuibul și atunci când ramura din interiorul acestuia este ruptă. În delta Volgăi, raportul aproximativ al cuiburilor cu și fără împletitură a ramurii este de 1: 4; iar din cele trei cazuri de distrugere a cuiburilor cauzate de ruperea ramurii de vânt, două cuiburi nu au avut împletitură, iar în al treilea cuib ruperea ramurii a avut loc mult mai sus decât împletitură.

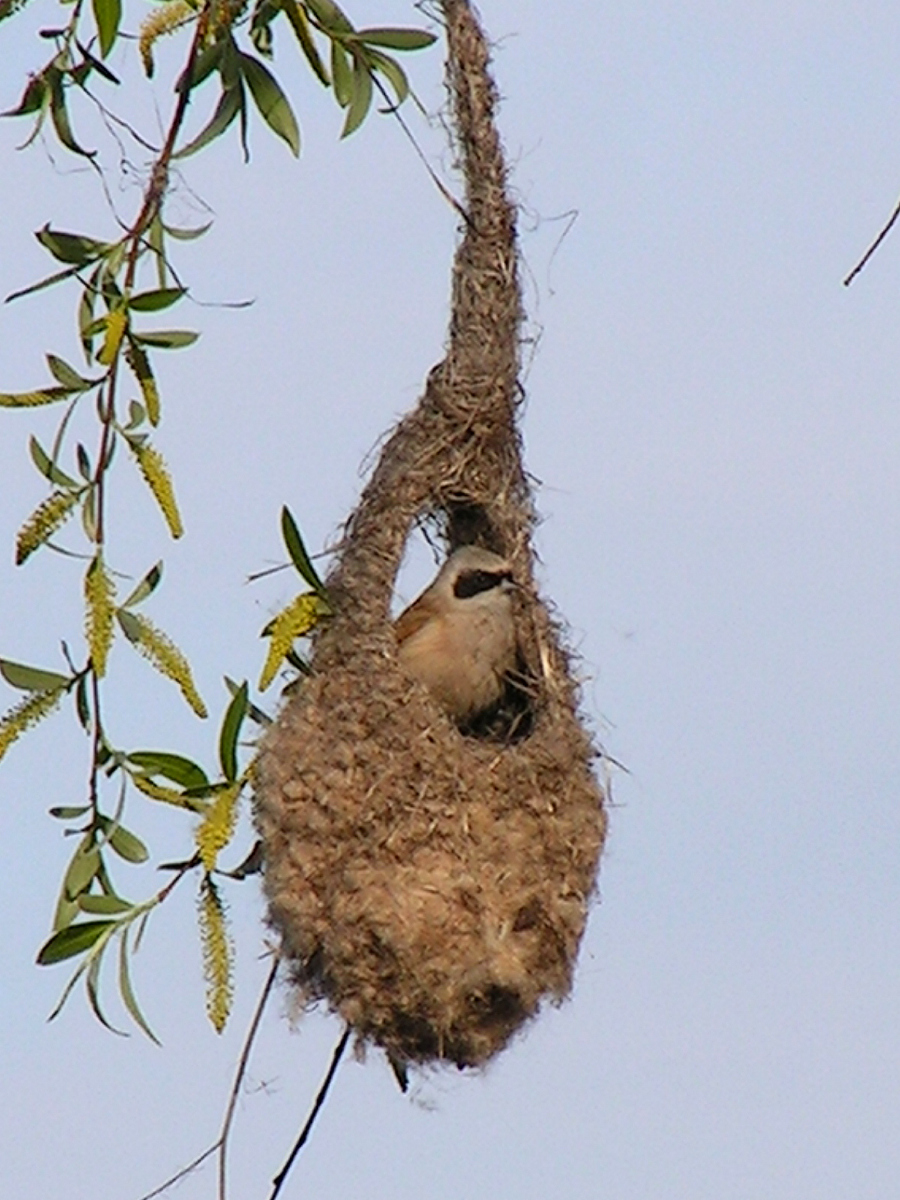
Boicușul în cuibul nefinisat

Procesul de construire a cuibului se desfășoară în modul următor. Pentru cuib, este aleasă bifurcarea ramurii, foarte rar cuibul este construit între două ramuri paralele care atârnă. Aducând un mănunchi de fibre vegetale moi, elastice, masculul le ține de capăt și începe să se rotească rapid cu ele în jurul ramurii, apucându-se cu picioarele.
Fibrele sunt înfășurate strâns pe ramură, ca un fir de ață pe un mosor, iar capetele lor le fixează, băgându-le cu ciocul între cele înfășurate mai înainte. Într-o oră pasărea aduce materiale de construcție în medie de 15 ori. După 3-4 ore de lucru, masculul începe să lege bifurcație ramurii cu mănunchiuri de fibre înfășurate strâns, rezultând un triunghi. Din acest moment, pe lângă fibrele vegetale, care sunt folosite la împletitul bazei cuibului, masculul începe să aducă puf vegetal moale de semințe de plop sau de salcie. Boicușul bagă un ghem mare de puf în unul din unghiurile triunghiului. Cu bucăți mici de puf el umple etanș spațiile dintre fibre, împingând parțial puful în afară și dând cuibului un aspect distinctiv pâslos. Până la sfârșitul primei zile, cuibul ia forma unui coșuleț neadânc subțire cu mâner, mai gros și mai lat la bază. Ulterior, marginile coșulețului sunt înnădite și deschizăturile (găurile) laterale se micșorează treptat. Masculul aduce un mănunchi de fibre vegetale și fixează capetele lor de-a lungul marginilor găurii de intrare astfel încât se formează o plasă neregulată. Apoi, apucând cu ciocul mijlocul unei bucăți de fibre, o bagă prin perete cu mișcări frecvente a ciocului, până când o scoate afară sub formă de laț. În același mod, el bagă prin perete fiecare următoare secțiune a fibrei și, în final, capătul ei. Capetele lungi ale fibrelor de lângă gaura de intrare boicușul, scoțând capul afară din cuib, le prinde cu ciocul și le fixează pe partea internă a peretelui, astfel încât gaura este împletită de jur împrejur asemenea marginii unui coș de nuiele. Adesea boicușul aduce puful împreună cu capsula (de salcie sau plop) și, fără a o rupe, o împinge printre fibrele vegetale cu baza ascuțită înainte, ceea ce facilitează trecerea ghemului de puf prin peretele cuibului. Ghemul mare de puf îl așterne mai întâi într-un strat subțire pe fundul cuibului, apoi rupe niște bucăți mici din el și le împinge cu ciocul prin plasa de fibre. Mai târziu, masculul astupă ermetic o gaură de intrare cu ghemuri mari de material moale. Pe fundul cuibului se acumulează un strat gros de puf vegetal, pe care masculul îl bătătorește și îl calcă, învârtindu-se viguros în cuib.
Căptușirea minuțioasă ( "retezarea“) a marginilor găurii de intrare se explică, probabil, prin aceea, că masculul aduce construcția cuibului până la stadiul în care este posibil începerea construcției tunelului de intrare, de aceea el întărește bine cu fibre marginile găurii. În toate cazurile, începutul construcției tunelului de intrare a coincis cu începutul depunerii pontei. Se pare că instinctele legate de construcția acestui tunel sunt specifice numai femelei. Etapa finală, construirea tunelului de intrare durează aproximativ o săptămână. El este făcut de femelă, iar masculul aduce materialul.
Spre deosebire de ceea ce este menționat în literatură, masculul rar reocupă același cuib. În fiecare an, boicușul construiește un nou cuib, cuiburile vechi nu sunt reparate. Dimpotrivă, aceste cuiburi abandonate de mascul în diferite stadii de construcție sunt demolate, iar materialul este folosit pentru a construi cuiburi noi. Boicușul poate fura materialul din alte cuiburi, al căror proprietari le păzesc prost, materialul furat fiind folosit pentru construirea cuibului.

### Ponta

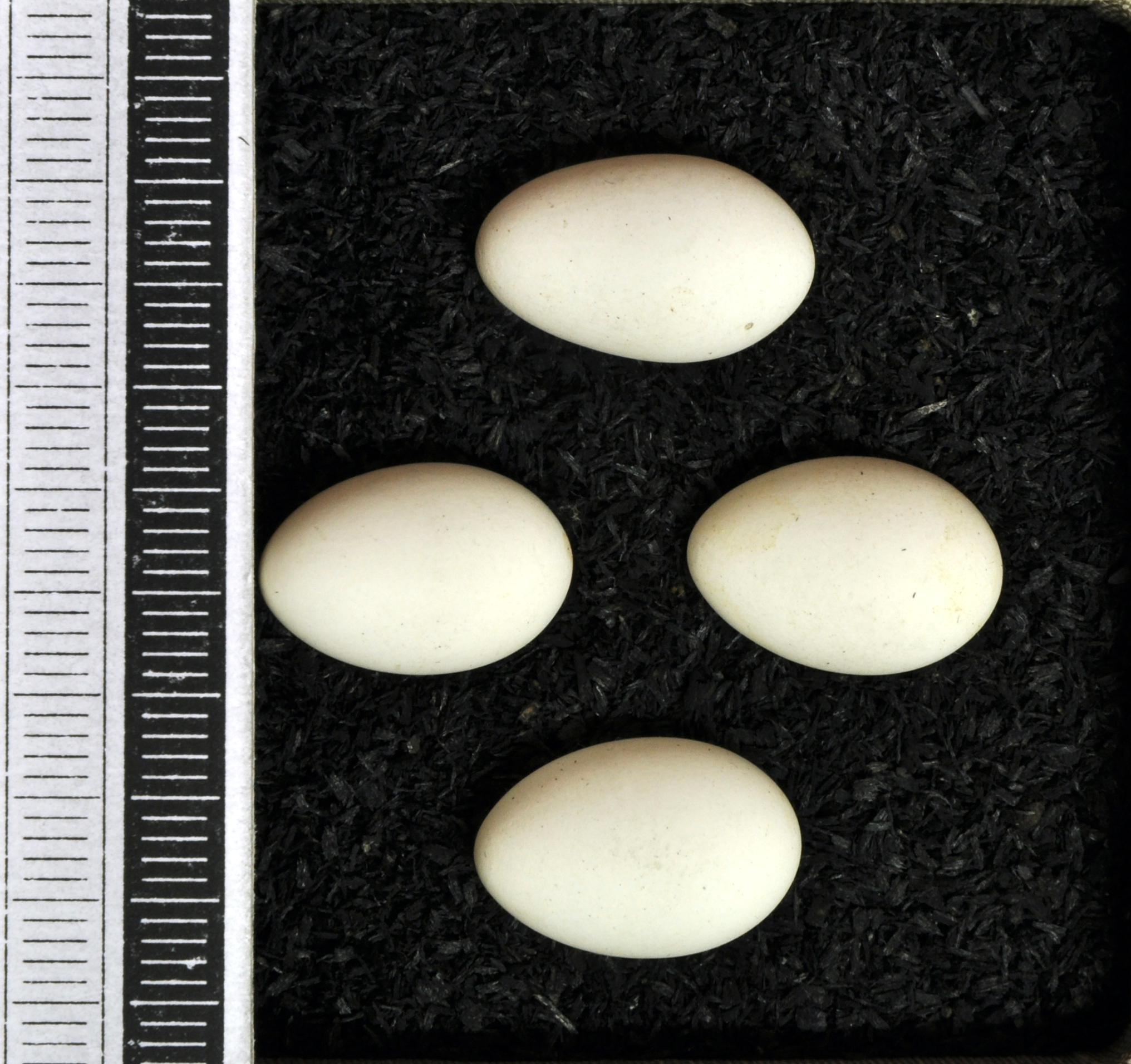
Ouăle boicușului

Depune de obicei o singură pontă pe an. Unele femele depun două ponte în fiecare an. Depunerea ouălor începe din momentul când femela începe să construiască tunelul de intrare.
Ponta este formată din 5-8 ouă (în medie 7), excepțional 9 sau 10.  Ouăle depuse sunt mici, destul de alungite, lung-fusiforme, netede, mate, albe sau albe-roz; cele depuse la început pot avea o tentă rozacee. Cincizeci ouă măsurate de Dombrowski în România au avut în medie: 16 × 10,6 mm; 18 × 11,1 mm și 16,1 × 13,3 mm; minimum 14,8 × 10,6 mm și 15,3 × 10,2 mm.
În România și Republica Moldova ponta este depusă de la sfârșitul lui aprilie până la începutul lui mai, și este formată, în medie, din 6-8 ouă, însă la prima pontă s-au găsit mai ales 7 ouă. Când depune a 2-a pontă aceasta are un număr mai mic de ouă. Dombrowski din cincizeci și două cuibare, a găsit că un cuibar consta din 9 ouă; 2 cuibare din câte 8 ouă ; 39 cuibare din câte 7 ouă; 17 cuibare din câte 6 ouă și 3 cuibare din câte 5 ouă. Primele ponte în Republica Moldova sunt depuse la începutul primei decade a lui mai (în 1955, în pădurea de la Chițcani a fost găsită o pontă cu 3 oua pe 8 mai, în stufărișurile din lunca Prutului s-au găsit ouă pe 17-19 mai 1960). Cele mai târzii ponte în Moldova au fost observate la 22 iulie 1962. Dintre cele 23 de cuiburi cu ponte complete, într-un cuib erau 8 ouă, în 12 cuiburi 7 ouă, în șapte cuiburi 6 ouă și în 3 cuiburi 5 ouă. În 1958, Averin și Ganea au reușit să urmărească reproducerea unei unei perechi, care cuibărea în Grădina Botanică din Chișinău, construcția cuibului a început pe 27 aprilie și s-a încheiat pe 12 mai, pe 17 mai, în cuib erau deja 2 ouă, iar la 3-6 iunie puii în vârstă de două zile, puii au părăsit cuibul pe 21 iunie.
Incubația este asigurată în general numai de către femelă și durează 12-15 zile. Masculul de obicei nu participă la incubație. Începând cu depunerea primului ou, masculul hrănește în mod regulat femela, care iese în zbor din cuib la chemarea lui și se întoarce rapid în cuib. În medie într-o oră ea părăsește cuibul de 4-7 ori, dar mai rar la sfârșitul incubației.
Femela adesea adoptă după pontă un comportament agresiv față de mascul și îl izgonește  lovindu-l cu ciocul și pieptul atunci când el continuă să aducă materiale de construcție. Masculul construiește un alt cuib în alt loc, sperând să atragă o altă femelă.
Uneori, de obicei când pontele sunt depuse mai târziu, femela abandonează cuibul cu ouăle depuse, pe care le îngropă în puful din cuib, înșelând astfel masculul, în cazul acesta masculul termină construcția cuibului, clocește ouăle și crește puii singur. După ce puii devin independenți, femela se poate împerechea din nou și poate începe să cuibărească a doua oară în iunie-iulie. Femela se poate împerechea cu până la șase masculi într-un singur sezon de reproducere.

### Puii
Puii eclozează în decurs de 1-2 zile. Puii  eclozați sunt nidicoli, golași, cu gâtlejul portocaliu deschis, având două pete alungite, neclare, pe cerul gurii; umflătura marginală a ciocului este galbenă. Puii rămân în cuib 14-26 zile (în medie 22 zile) de la eclozare, și sunt hrăniți în general numai de către femelă. După ce vine cu hrană, femela rămâne în cuib câteva secunde, mai rar până la 3-5 minute. Ea hrănește puii mai intens dimineața devreme, între orele 4 și 7, și aduce mâncare de 17-18 ori într-o oră, iar în timpul rămas al zilei - mai rar. Găinațul puilor este scos de femelă și aruncat la o anumită distanță de cuib. Puii cresc destul de încet. Ei devin mai puternici la 14-15 zile de la eclozare și încep să privească prin gaura de intrare, iar femela îi hrănește, fără să intre în cuib. Femela doarme noaptea în cuib cu puii, masculul nu își petrece noaptea în cuib.
La vârsta de 14-26 de zile puii părăsesc cuibul, însă în primele zile nu zboară departe, și în primele nopți se întorc să doarmă cu mama lor în cuibul deformat. Femela continuă să îi hrănească încă două sau trei săptămâni, până când ei devin independenți și își procură singuri hrana.
Masculul ignorează completamente descendenții săi în majoritatea cazurilor. Comportamentul masculului în această perioadă este ciudat. El nu participă la hrănirea puilor, nu reacționează la strigătele lor, și încearcă să distragă femela care aduce mâncare pentru a se copula. Instinctul sexual al masculilor durează mult timp și este adesea motivul pentru care ei încep să construiască un al doilea cuib, când primul este deja terminat. De accea femela alungă masculul de la cuib după ce ea începe să depună ouăle, deoarece el continuă să construiască pereții cuibului adăugând material și peste ouă. Au fost găsite ouă astupate cu material de construcție aduse de mascul. În același timp masculul își apără în mod activ locul de cuibărit și adesea strigă. Cu toate acestea, unii masculi participă la hrănirea puilor.
Succesul reproductiv este destul de variabil: 30% de ponte sunt abandonate de ambii părinți. La cuplurile formate mai precoce succesul reproductiv este de două ori mai mare decât la cele formate mai tardiv.
În libertate, longevitatea maximală observată după datele de inelare este de aproape șapte ani. Ating maturitatea sexuală la un an.

## Deplasări sezoniere
Populațiile din nordul arealului sunt migratoare; cele din sudul arealului sunt sedentare, mai rar se deplaseze pe distanțe mari. Iernează în zona de sud și centru a arealului său.
În timpul migrației de toamnă majoritatea se deplasează spre sud sau sud-vest spre cartierele de iernare. Populațiile din Europa iernează mai ales în sudul și estul Spaniei, sudul Portugaliei, vestul Franței și în Italia, puține ajung pe coasta mediteraneană a Marocului. Unii iernează în estul Austriei (pe lacul Neusiedler). Uneori vagabondează în Anglia, dar mai însemnată este o populație de până la 500 de indivizi care iernează în lagunele de pe coasta baltică a Letoniei. Populațiile din sudul Rusiei, estul Turciei și nordul Iranului iernează în principal în sudul Turciei, Irak, sudul și estul Iranului, la est până în Belucistan (vestul Pakistanului). Juvenilii pleacă primii din locurile de cuibărit, majoritatea pleacă începând cu jumătatea lui iulie, unii dispersându-se la întâmplare spre nord, precum și spre sud și vest. Adulții pleacă în prima jumătate a lui august, în Germania trec în pasaj de la sfârșitul lui septembrie până în noiembrie. Numărul indivizilor care zboară spre sud prin Israel este surprinzător de mare, indicând că există un cartier de iernat încă necunoscut, posibil în Delta Nilului (deși sunt foarte puține înregistrări în Egipt).
Migrația de primăvară poate începe încă din februarie, cu un pasaj de vârf prin centrul Europei (de ex., în Elveția) în prima săptămână a lui aprilie, însă pasajul continuă până la jumătatea lunii mai.
În România este o specie sedentar-migratorie și se întâlnește tot timpul anului; iarna o mare parte a populațiilor din nordul țării se retrag spre sudul țării sau chiar peste Dunăre; în Dobrogea se întâlnește permanent, fiind aici o pasăre sedentară, întâlnită și în sezonul rece. Migrația de toamnă începe în august-septembrie, iar păsările revin la teritoriile de cuibărit în lunile martie-aprilie.
În Republica Moldova boicușul este o specie migratoare, oaspete de vară. Primele păsări apar în pasajul de primăvară la finele lunii martie, mai frecvent în prima jumătate a lunii aprilie. În timpul migrației de primăvara cea mai timpurie apariția a boicușului a fost remarcată pe 30 martie 1955 în pădurea de la Chițcani, când temperatura aerului era de doar 7° C. Vârful migrației de primăvara are loc la începutul lui aprilie. În acest timp, unele păsări se țin în cârduri mici, dar masa principală în perechi. Migrația de toamnă începe în octombrie și continuă până la începutul lui noiembrie. Însă cârduri singuratice și indivizi sunt observați în noiembrie, decembrie și chiar în februarie. O parte din păsări iernează. În pasaj se opresc în desișurile arborescente din luncile râurilor.

## Statutul și conservarea
Specia nu este amenințată cu dispariția la nivel global (LC după criteriile IUCN).
Are o distribuție destul de fragmentată în cea mai mare parte a arealului, și este destul de localizată în anumite locuri, formând mici "colonii" de-a lungul malurilor râurilor.
Mărimea populațiilor este greu de evaluat din cauza comportamentului neobișnuit de împerechere a speciei; numărul indivizilor cuibăritori nu poate fi dat sub formă de perechi cuibăritoare, dar densitățile în teritoriile de reproducere pot fi exprimate ca număr de cuiburi pe kilometru pătrat, densitățile cele mai mari fiind de 9,4-13,8/10 km² sau ca număr de femele care se reproduc simultan pe kilometru pătrat cu densități maximale de 4,8-7,8/10 km². Cu toate acestea, cele mai multe evaluări se referă la "perechi cuibăritoare".
În Europa, populația cuibăritoare este estimată la 219.000-443.000 perechi, ceea ce echivalează cu 437.000-886.000 de indivizi adulți. Europa formează circa 65% din arealul global, astfel încât o estimare foarte preliminară a populației globale este de 672.000-1.360.000 de indivizi adulți, însă este necesară o validare ulterioară a acestei estimări.
În Romania populația cuibăritoare este estimată a fi cuprinsă între 16.300 și 29.600 de perechi și este considerată stabilă. În România boicușul în secolul al XIX-lea a fost una dintre cele mai comune specii de păsări din luncile cu sălcii și plopi, însă din motive necunoscute a început declinul ei după 1900, reducându-se din an în an, fiind în etapa actuală o specie rară ce poate fi întâlnită mai ales în Delta și bălțile Dunării. Întâlnirea unui cuib de-a lungul unui curs de apă sau al unor bălți a devenit cu totul excepțională. Dionisie Linția scria în 1946 că "pițigoiul pungaș a fost până la anul 1904 o pasăre foarte frecventă, nu numai în zăvoaiele Dunării și ale Deltei ci în toate bălțile celorlalte râuri, cu sălcii și plopi; în ultimii doi ani însă numărul lui s-a micșorat într-atât, încât a devenit rar chiar și în unele locuri de pe lângă Dunăre. Cauzele acestui fapt cu adevărat trist, îmi sunt absolut inexplicabile, deoarece această pasăre nu este aici de loc persecutată și afară de aceasta nici pe teren nu s-a schimbat nimic." 
Populația din Republica Moldova este estimată la 200-600 de perechi cuibăritoare. În Republica Moldova specie are un efectiv redus, declinul numeric al populațiilor fiind cauzat de distrugerea zăvoaielor.
Cuibărește sporadic în Portugalia, Irak și Siria; în mod excepțional, a cuibărit în Anglia. Prezentă în Spania din anii 1950. În sudul Franței a dispărut din Camargue (delta Ronului) pe la începutul anilor 1980, dar a devenit mai frecventă la vest de delta Ronului și acum cuibărește și în nordul Franței. Din anii 1950, această specie și-a extins considerabil arealul spre vest într-o serie de valuri prin Europă, dar nu poate fi considerată comună oriunde. A ajuns în centrul Poloniei, Danemarca, Slovacia, estul Germaniei și estul Austriei până în 1965, apoi în sudul Suediei și centrul Germaniei până în 1975 și sudul Finlandei, nordul Olandei și nord-estul Franței până în 1985. Totuși s-au înregistrat declinuri populaționale în Turcia, Danemarca, Suedia, Germania, Franța, Slovenia, Albania, Bulgaria și Armenia.
Modificările gestionării habitatelor și a malurilor râurilor, crearea crescătoriilor piscicole și a carierelor de pietriș și formarea de lacuri prin subsidență minieră (lăsarea terenului deasupra excavațiilor miniere), precum și exploatarea minieră în cariere, au ajutat la formarea unor habitate suplimentare și mai bune, de care specia a profitat pe deplin. În plus, eutrofizarea lacurilor și a râurilor lin curgătoare a permis dezvoltarea a numeroase plante care furnizează materiale adecvate pentru construirea cuiburilor, ca hameiul (Humulus) și urzica (Urtica).
Populația este estimată a fi în creștere după extinderea substanțială înregistrată a arealului, existând numai diminuări minore a arealului. Trendul populației europene nu este cunoscut. În ciuda declinului din anii 1990-2000, care a avut loc în unele țări, alte populații au rămas stabile (inclusiv cea din Romania).
Principalele amenințări la adresa speciei sunt pierderea și alterarea habitatului, poluarea apelor, gestionarea defectuoasă a apelor, perturbarea antropogenă. Cauzele exacte ale dispariției mai multor populații reproducătoare până în anii 1990, rămân astăzi puțin cunoscute. Modificarea și dispariția habitatului speciei (distrugerea și degradarea zonelor umede, în special regresia vegetației riverane, legată mai ales de pescuitul sportiv) pot provoca declinuri populaționale. Prezența umană permanentă în locurile de reproducere provoacă incomodări neîncetate, în special disconfort sonor care duce la abandonarea cuiburilor. În ceea ce privește populațiile migratoare și de iernă, eutrofizarea, poluarea și salinizarea pot afecta eventual stufărișurile. Urbanizarea și diversele amenajări (autostrăzi, porturi, aeroporturi ...) cauzează pagube ireversibile stufărișurilor ocupate de specie.
Populația europeană estimată de perechi cuibăritoare.
| Țara (sau teritoriul) | Populația estimată (perechi cuibăritoare) | Anul estimării |
| --------------------- | ----------------------------------------- | -------------- |
| Albania               | 400-900                                   | 2002-2012      |
| Armenia               | 1.000-3.000                               | 2002-2012      |
| Austria               | 700-1.100                                 | 2001-2012      |
| Azerbaidjan           | 1.000-10.000                              | 1996-2000      |
| Bielorusia            | 2.500-4.000                               | 2001-2012      |
| Belgia                | 0-1                                       | 2008-2012      |
| Bosnia și Herțegovina | 50-150                                    | 2010-2014      |
| Bulgaria              | 400-900                                   | 2005-2012      |
| Croația               | 5.000-10.000                              | 2014           |
| Cehia                 | 2.500-5.000                               | 2012           |
| Danemarca             | 6                                         | 2011           |
| Estonia               | 400-600                                   | 2008-2012      |
| Finlanda              | 1-15                                      | 2006-2012      |
| Franța                | 1-10                                      | 2008-2012      |
| Georgia               | Prezent                                   |                |
| Germania              | 3.200-5.500                               | 2005-2009      |
| Grecia                | 60.000-90.000                             | 2007-2013      |
| Ungaria               | 4.500-13.000                              | 1999-2012      |
| Italia                | 8.000-12.000                              | 2011           |
| Kosovo                | 6-15                                      | 2009-2014      |
| Letonia               | 800-1.000                                 | 2012           |
| Lituania              | 2.000-3.000                               | 2008-2012      |
| Luxemburg             | 1-2                                       | 2008-2012      |
| Macedonia             | 500-30.000                                | 2001-2012      |
| Moldova               | 200-600                                   | 2000-2010      |
| Muntenegru            | 50-100                                    | 2002-2012      |
| Olanda                | 75-100                                    | 2010-2011      |
| Polonia               | 14.000-34.000                             | 2008-2012      |
| România               | 16.382-29.632                             | 2010-2013      |
| Rusia                 | 50.000-90.000                             | 2008-2012      |
| Serbia                | 4.900-7.000                               | 2008-2012      |
| Slovacia              | 5.000-10.000                              | 2002           |
| Slovenia              | 100-300                                   | 2008-2012      |
| Spania                | 3.893                                     | 1998-2002      |
| Suedia                | 20-40                                     | 2008-2012      |
| Elveția               | 0-1                                       | 2006-2012      |
| Turcia                | 20.000-60.000                             | 2013           |
| Ucraina               | 11.000-17.000                             | 2000           |
| Uniunea Europeană     | 122.000-210.000                           |                |
| Europa                | 219.000-443.000                           |                |